# Chambourg-sur-Indre
Vous lisez un « bon article » labellisé en 2014.
Chambourg-sur-Indre est une commune française du département d'Indre-et-Loire en région Centre-Val de Loire.
Peut-être déjà occupé dès le Néolithique, le site ne conserve cependant que les vestiges d'un établissement datant de l’époque romaine : un aqueduc, une villa, une voie. Viguerie puis fief médiéval, Chambourg devient commune en 1789, au terme d'un échange de hameaux jusqu'alors indivis avec sa voisine Chédigny. Les crues de l'Indre, toujours à craindre en 2014, n'ont jamais dissuadé les hommes de s'implanter définitivement à Chambourg jusque sur les bords de la rivière.
Devenue Chambourg-sur-Indre en 1920, la commune est l'un des rares territoires ruraux du Lochois à ne pas connaître de récession démographique au XXe siècle. En 2022, sa population est de 1 235 habitants. L'agriculture communale se recentre depuis une trentaine d'années autour de grosses exploitations spécialisées dans la culture des céréales, des oléagineux et protéagineux. Dans le secteur industriel, Chambourg-sur-Indre accueille depuis 1961 l'une des grandes entreprises françaises du domaine de la signalisation routière.
Partagée entre les plateaux de la Gâtine de Loches, la forêt de Loches et la vallée de l'Indre, Chambourg abrite sur son territoire une faune très variée qui lui vaut d'être partiellement intégrée à plusieurs dispositifs nationaux (ZNIEFF) ou européens (réseau Natura 2000) d'évaluation et de protection de la biodiversité.

## Géographie

### Localisation et communes limitrophes
La commune de Chambourg-sur-Indre se trouve dans le quadrant sud-est du département d'Indre-et-Loire, dans la région historique de Touraine. À vol d'oiseau, Chambourg-sur-Indre se situe à 31,8 km au sud-est de Tours, préfecture du département d'Indre-et-Loire, à 6,3 km au nord de Loches, chef-lieu du canton auquel la commune est rattachée.

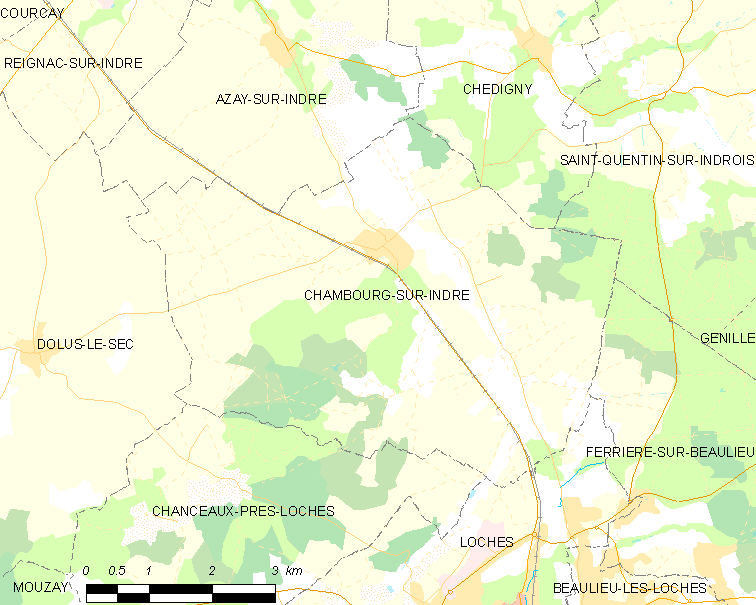
Limites administratives de Chambourg-sur-Indre.

Chambourg-sur-Indre est limitrophe de six autres communes :
| Azay-sur-Indre        |                     | Chédigny, Saint-Quentin-sur-Indrois |
| Dolus-le-Sec          | Chambourg-sur-Indre | Ferrière-sur-Beaulieu               |
| Chanceaux-près-Loches |                     | Loches                              |

### Géologie et relief
La principale formation géologique de Chambourg-sur-Indre consiste en un socle de sables du cénomanien, déposés il a environ 95 millions d'années (Ma) à la faveur d'une avancée marine sur la Touraine. S'y superposent successivement le tuffeau jaune du turonien supérieur (- 90 Ma) puis une couche de craie du Sénonien (entre - 89 et - 65,5 Ma) ; la mer se retire à la fin de cette période qui correspond également à la fin du Mésozoïque. Dans la pointe nord-ouest du territoire communal, une nouvelle avancée des mers dépose sur cet ensemble le calcaire lacustre du milieu et de la fin de l'Éocène (- 37 à - 34 Ma), caractéristique de la petite région agricole fertile de la Champeigne tourangelle. Le reste du plateau est irrégulièrement recouvert de limons éoliens du Quaternaire, battants, assez peu fertiles, formant des sols dénommés « bournais ». Les vallées de l'Indre et de ses affluents, qui ont entaillé le socle du plateau calcaire par l'alternance des périodes glaciaires et interglaciaires du Pléistocène, sont recouvertes d'alluvions fluviatiles récentes donnant des sols à tendance hydromorphe avec, bien souvent, une nappe phréatique peu profonde. Les pentes de raccordement entre le plateau et les vallées font affleurer des dépôts limoneux ou caillouteux érodés ainsi que les argiles à silex issues de la dégradation des strates turoniennes et sénoniennes ; ce type de sol est appelé « perruche » dans la vallée de la Loire.
La superficie du territoire de Chambourg-sur-Indre est de 2 839 hectares (au 1er janvier 2014), la superficie moyenne d'une commune de France métropolitaine étant de 1 510,2 hectares,.
Son altitude varie entre 62 et 119 mètres. Le point le plus bas se situe au bord de l'Indre, en limite communale d'Azay-sur-Indre et le plus haut sur le plateau, à l'ouest du territoire, limitrophe de Chanceaux-près-Loches et de Dolus-le-Sec.

### Hydrographie

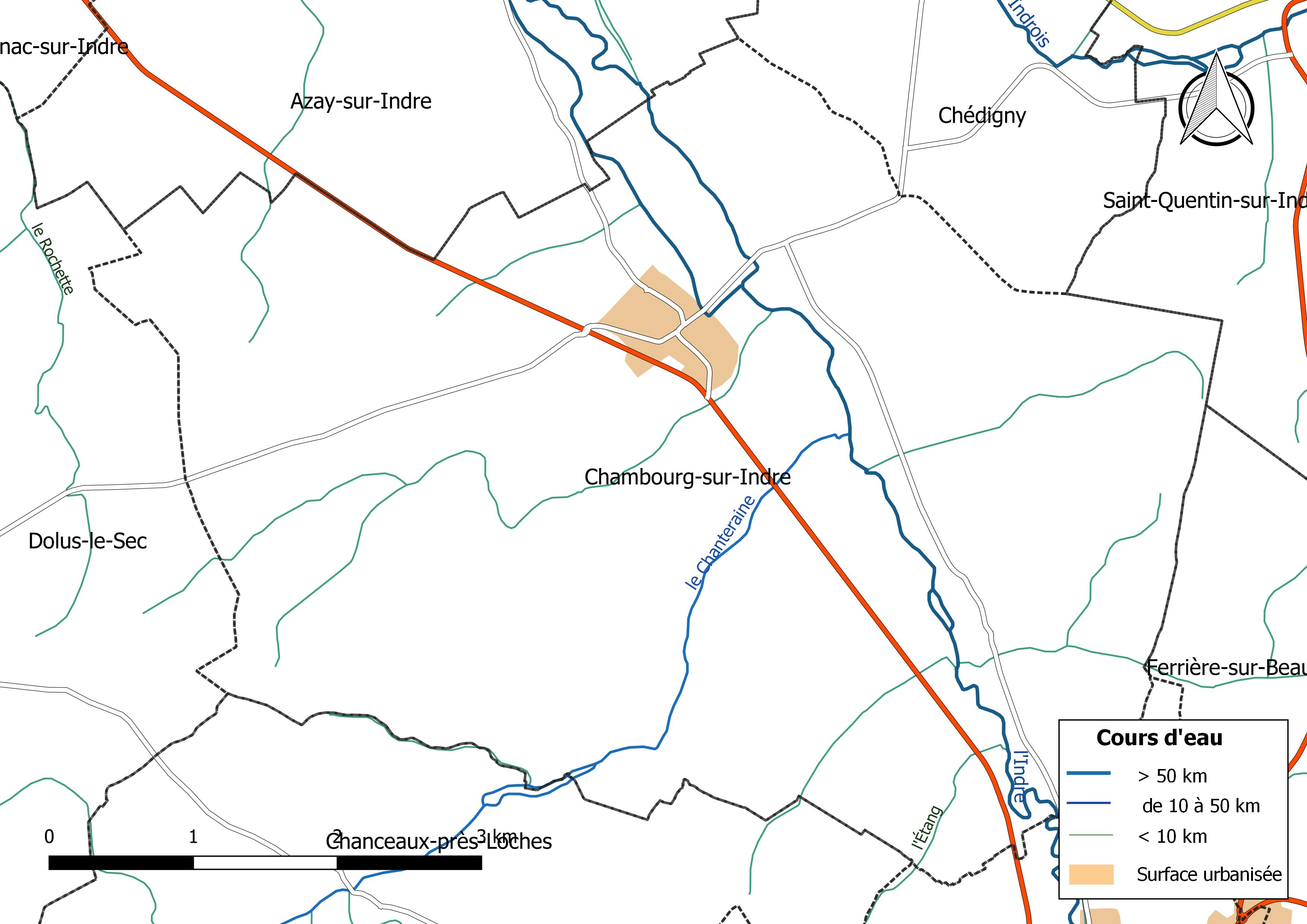
Réseau hydrographique de Chambourg-sur-Indre.

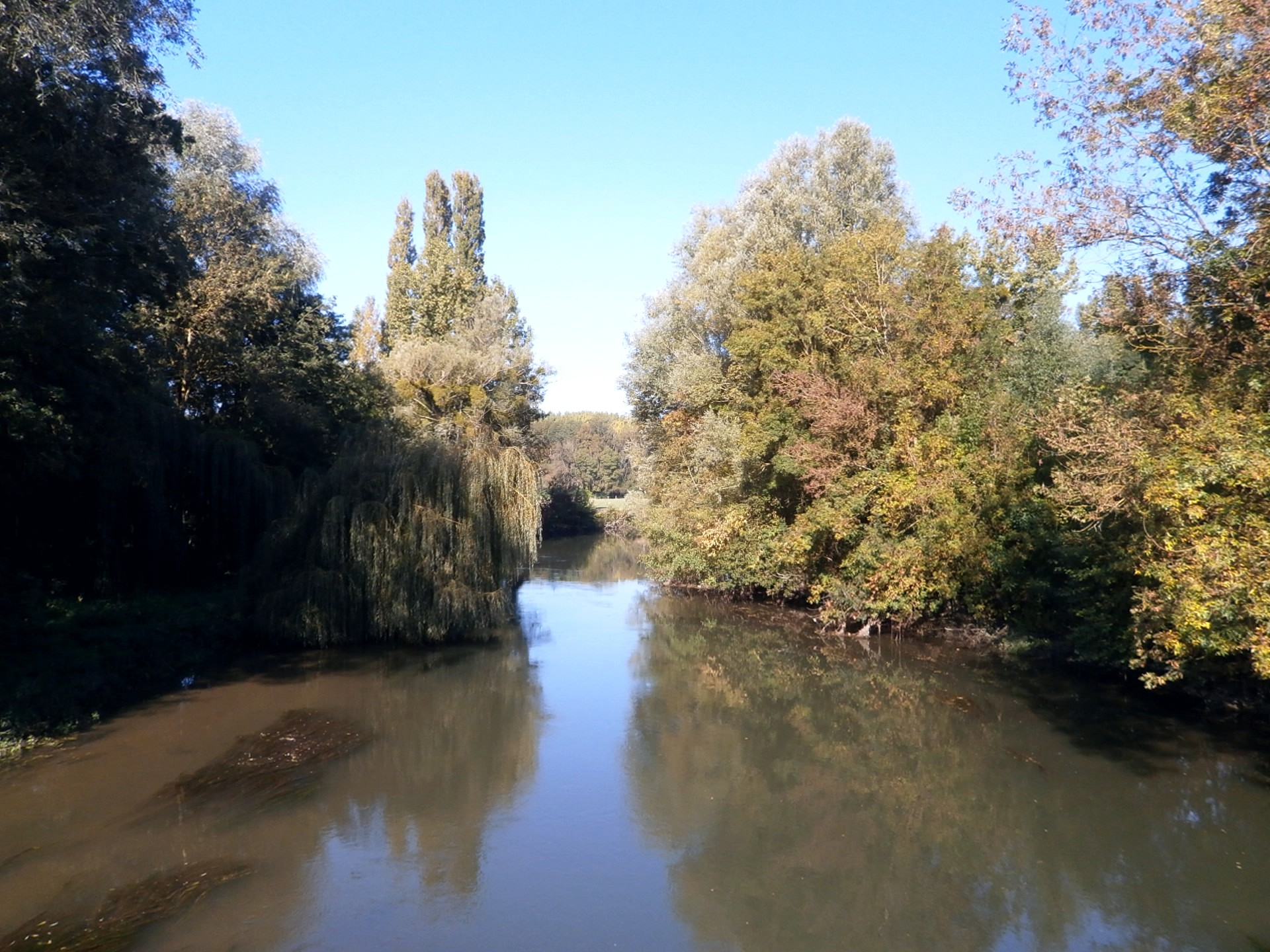
L'Indre à Chambourg-sur-Indre.

Le territoire communal de Chambourg-sur-Indre est traversé, du sud-sud-est au nord-nord-ouest par la rivière Indre qui a creusé dans le plateau une vallée large d'environ 500 mètres. Au fond de cette vallée, et en raison de sa faible pente, l'Indre décrit de nombreux méandres et bras morts, formant même, en aval du noyau urbain de Chambourg-sur-Indre, deux bras distincts enserrant une île. L'Indre est alimentée, dans sa traversée du territoire, par une demi-douzaine de ruisseaux prenant naissance sur le plateau pour la rive gauche ou dans la forêt de Loches pour la rive droite. Leurs cours sont sensiblement perpendiculaires à celui de l'Indre, y compris au niveau de leur confluence. Les crues de l'Indre sont de type inondation de plaine, menaçant les secteurs de la commune bâtis au plus près du cours d'eau.
L'Indre est mentionnée pour la première fois par Grégoire de Tours au VIe siècle sous le nom de fluvium Angerem. Ce nom est souvent attribué à une évolution du francique anger (prairie herbeuse) d'après la racine ang- ou angr-.
Six zones humides ont été répertoriées sur la commune par la direction départementale des territoires (DDT) et le Conseil départemental d'Indre-et-Loire : « la vallée de l'Indre : de la prairie d'Oizay aux Anglées », « la vallée de l'Indre : environs de Loches, Perrusson à l'Ile Auger », « la vallée de l'Indre : de la Grande Héronde au Moulin de la Follaine », « la vallée du Ruisseau de Châtres », « la vallée de la Chanteraine », « la vallée du Ruisseau de l'étang »,.

### Paysages naturels
Bois et forêts sont encore très présents sur le territoire de Chambourg-sur-Indre où ils représentent toujours environ un cinquième de la superficie totale de la commune. On les trouve à l'est, près de Saint-Quentin-sur-Indrois et Ferrière-sur-Beaulieu (limite de la forêt domaniale de Loches), comme à l'ouest, où ils forment une bande allant du chef-lieu communal à la limite avec Chanceaux-près-Loches. La large vallée de l'Indre offre un paysage de prairies, dont la plupart sont inondées en périodes de crues, limitées par des plantations de peupliers permettant de valoriser ces terrains autrefois dévolus aux herbages. Le reste du territoire communal, à savoir les parties non boisées des plateaux se raccordant à la vallée de l'Indre par des pentes arborées, est constitué de champs de gâtine ouverts consacrés à l'agriculture, bien que d'une fertilité moyenne, exception faite de l'extrême pointe nord-ouest de la commune, établie dans la Champeigne — un lieudit y porte d'ailleurs ce nom —, aux caractéristiques agronomiques beaucoup plus favorables.

### Climat
Pour des articles plus généraux, voir Climat du Centre-Val de Loire et Climat d'Indre-et-Loire.
En 2010, le climat de la commune est de type climat océanique dégradé des plaines du Centre et du Nord, selon une étude du CNRS s'appuyant sur une série de données couvrant la période 1971-2000. En 2020, Météo-France publie une typologie des climats de la France métropolitaine dans laquelle la commune est exposée à un climat océanique altéré et est dans la région climatique Moyenne vallée de la Loire, caractérisée par une bonne insolation (1 850 h/an) et un été peu pluvieux.
Pour la période 1971-2000, la température annuelle moyenne est de 11,1 °C, avec une amplitude thermique annuelle de 14,9 °C. Le cumul annuel moyen de précipitations est de 687 mm, avec 10,8 jours de précipitations en janvier et 6,8 jours en juillet. Pour la période 1991-2020, la température moyenne annuelle observée sur la station météorologique de Météo-France la plus proche, « Reignac », sur la commune de Reignac-sur-Indre à 7 km à vol d'oiseau, est de 12,1 °C et le cumul annuel moyen de précipitations est de 668,5 mm,. Pour l'avenir, les paramètres climatiques de la commune estimés pour 2050 selon différents scénarios d'émission de gaz à effet de serre sont consultables sur un site dédié publié par Météo-France en novembre 2022.

### Voies de communication et transports

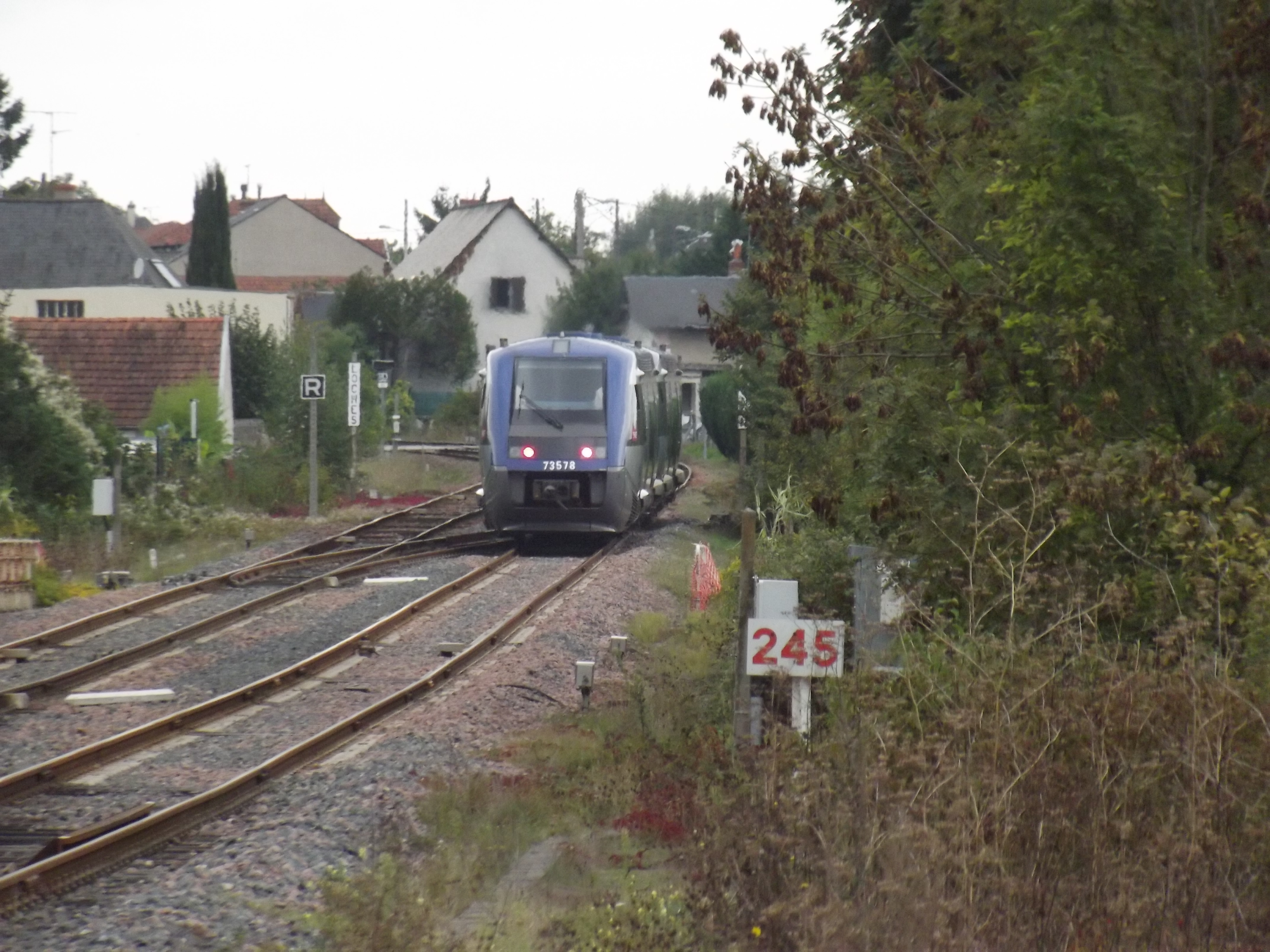
Automoteur X73578 assurant une liaison TER en provenance de Loches vers Tours.

#### Liaisons aériennes
À 53 minutes de trajet routier depuis Chambourg, l'aéroport de Tours Val de Loire propose en 2014 des dessertes régulières à destination d'Ajaccio, Figari, Toulouse, Dublin, Londres, Marrakech et Porto ; d'autres dessertes, saisonnières ou occasionnelles, sont disponibles.

#### Desserte ferroviaire
Les habitants de Chambourg peuvent se rendre à Loches ou Tours en train, en empruntant la ligne TER Centre-Val de Loire Tours-Loches, accessible en train à partir de la halte de Chambourg-sur-Indre ou en autocar avec un arrêt dans le centre-bourg de Chambourg-sur-Indre selon les horaires.
Chambourg-sur-Indre propose une aire de stationnement pour le covoiturage, équipée d'une borne de rechargement pour les véhicules électriques.

#### Infrastructure routière
La principale voie de communication routière traversant le territoire de Chambourg-sur-Indre est la D 943 (anciennement N 143) qui emprunte le plateau à l'ouest de l'Indre en ligne presque droite sur les 28 km séparant Tours de Chambourg-sur-Indre ; elle descend ensuite dans la vallée de l'Indre pour rejoindre Loches à 12 km de Chambourg-sur-Indre ; entre Cormery et Chambourg-sur-Indre, elle est doublée par la D 17 qui suit la vallée de l'Indre sur sa rive gauche et dessert directement le centre de la commune avant de rejoindre la D 943 à la sortie sud du centre-bourg. Il est également possible de gagner Loches depuis Chambourg en empruntant la D 25 qui longe la rive droite de l'Indre entre l'Isle-Thimée (Chambourg) et Corbery (Loches).

## Urbanisme

### Typologie
Au 1er janvier 2024, Chambourg-sur-Indre est catégorisée commune rurale à habitat dispersé, selon la nouvelle grille communale de densité à sept niveaux définie par l'Insee en 2022.
Elle est située hors unité urbaine. Par ailleurs la commune fait partie de l'aire d'attraction de Tours, dont elle est une commune de la couronne,. Cette aire, qui regroupe 162 communes, est catégorisée dans les aires de 200 000 à moins de 700 000 habitants,.

### Occupation des sols
L'occupation des sols de la commune, telle qu'elle ressort de la base de données européenne d’occupation biophysique des sols Corine Land Cover (CLC), est marquée par l'importance des territoires agricoles (73,9 % en 2018), une proportion sensiblement équivalente à celle de 1990 (74,1 %). La répartition détaillée en 2018 est la suivante : 
terres arables (55,1 %), forêts (23,6 %), prairies (14,5 %), zones agricoles hétérogènes (4,3 %), zones urbanisées (1,6 %), milieux à végétation arbustive et/ou herbacée (0,9 %). L'évolution de l’occupation des sols de la commune et de ses infrastructures peut être observée sur les différentes représentations cartographiques du territoire : la carte de Cassini (XVIIIe siècle), la carte d'état-major (1820-1866) et les cartes ou photos aériennes de l'IGN pour la période actuelle (1950 à aujourd'hui).

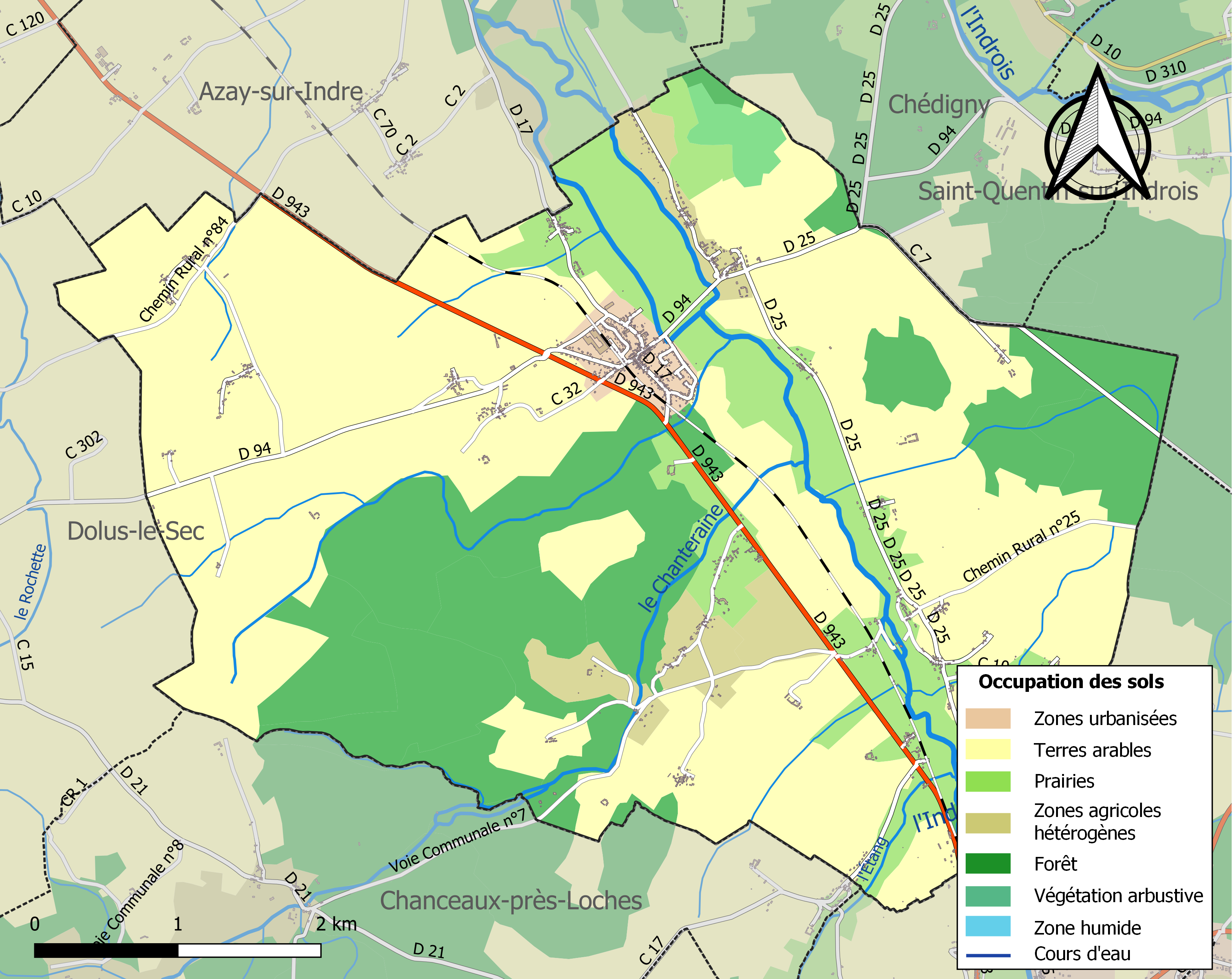
Carte des infrastructures et de l'occupation des sols de la commune en 2018 (CLC).

### Morphologie urbaine

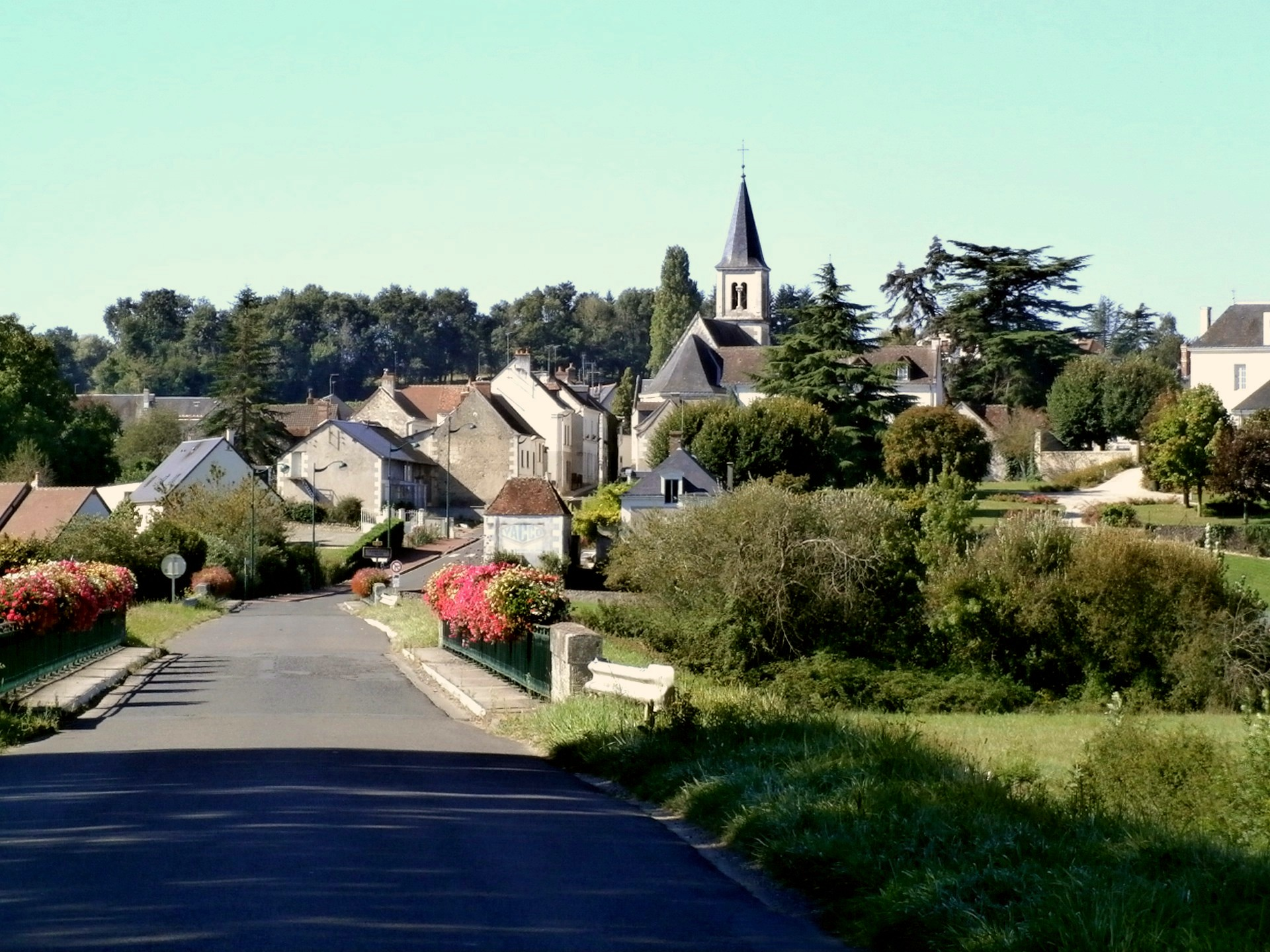
Vue générale du village.

Le centre urbain de Chambourg-sur-Indre est regroupé autour du pôle constitué par l'église et la mairie, à partir du croisement entre la D 94 (nord-est sud-est) et la D 17 (nord-ouest sud-est). Ce site, surplombant de 10 mètres le flanc gauche de la vallée de l'Indre qui coule au nord-est, est à l'abri de risques d'inondations. L'habitat s'est étendu au depuis 1980 sous forme de lotissements bordant de nouvelles voies, à l'ouest et à l'est du bourg, ces dernières constructions étant établies plus directement dans le fond de la vallée de l'Indre. À l'ouest du bourg se trouve également la zone d'activités de la commune. Une fois franchie la série des trois ponts permettant à la D 94 de traverser la vallée de l'Indre en direction du nord-est et de Chédigny, on trouve l'Isle Thimée, important hameau qui a bénéficié lui aussi de nouvelles constructions, comme le centre-bourg dont il constitue en quelque sorte le pendant sur la rive droite de l'Indre.
Plusieurs autres hameaux, situés pour la plupart au pied du coteau de la rive droite de l'Indre, ont connu la même phase de développement. La partie du territoire située sur le plateau, rive droite comme gauche de l'Indre, est beaucoup moins peuplée, à l'exception d'un « hameau-rue » établi, non loin du château de Marray, sur un promontoire limité par les vallons de deux ruisseaux parallèles, affluents de la rive gauche de l'Indre.

### Logement
Le tableau ci-dessous présente une comparaison du logement à Chambourg-sur-Indre et dans l'ensemble de l'Indre-et-Loire en 2011, au travers de quelques indicateurs, :
|                                                        | Chambourg-sur-Indre | Indre-et-Loire |
| ------------------------------------------------------ | ------------------- | -------------- |
| Part des résidences principales (en %)                 | 87,0                | 88,4           |
| Part des logements vacants (en %)                      | 5,6                 | 7,1            |
| Part des ménages propriétaires de leur logement (en %) | 76,7                | 58,6           |

L'habitat à Chambourg-sur-Indre se caractérise par une proportion de ménages propriétaires de leur habitation très largement supérieure (+ 31 %) à la moyenne départementale ; le logement locatif ne représente que 21,9 % des résidences principales. En 2011, 59,5 % des ménages résidaient dans la commune depuis plus de 10 ans. Entre 1991 et 2008, 101 résidences principales ont été construites (97 maisons individuelles et 4 appartements), soit une augmentation de 19,7 % du parc.
Les résidences secondaires représentent 7,4 % des habitations de Chambourg-sur-Indre, valeur bien supérieure à la moyenne de l'Indre-et-Loire qui s'établit à 4,4 %,.

### Aménagements récents et en projet
En 2013, la commune a procédé à l'enfouissement des réseaux électriques dans plusieurs de ses rues. Le 24 novembre 2014, un nouveau centre de première intervention des sapeurs pompiers a été inauguré.
Lors de ses réunions des mois de mai et juin 2014, le conseil municipal a évoqué plusieurs projets d'aménagement intéressant l'urbanisme et l'habitat, comme la construction d'un parking et le réaménagement d'une rue de Chambourg-sur-Indre, précédé de l'enfouissement des réseaux d'électricité et de télécommunications.

### Risques naturels majeurs
Le 28 avril 2005, la préfecture d'Indre-et-Loire a adopté un plan de prévention des risques naturels inondations (PPRI) pour l'ensemble des communes traversées par l'Indre dans le département, dont Chambourg-sur-Indre ; en conséquence, les terrains situés à Chambourg dans le « périmètre d'aléa fort de crue de l'Indre » sont inconstructibles. Un arrêté préfectoral en date du 29 avril 2011 précise la nature des risques naturels auxquels est soumise la commune de Chambourg-sur-Indre ; ils sont de deux ordres : risques d'inondations dues à une crue de l'Indre ou risques d'inondations par défaut d'écoulement des eaux pluviales. Le même document détaille les arrêtés de reconnaissance de catastrophe naturelle pris entre 1983 et 2011 pour la commune de Chambourg-sur-Indre, soit deux arrêtés pour inondations et coulées de boue (1983 et 1985), deux arrêtés pour mouvements de terrain consécutifs à la sécheresse (1993 et 2005) et un arrêté pour inondations, coulées de boue et mouvements de terrain (1999). Ce document indique enfin que Chambourg-sur-Indre est située en zone de sismicité faible, soit de niveau 2 sur une échelle de 1 à 5. Sur le plan départemental, le niveau de sismicité varie de 1 (très faible) à 3 (modéré).
Le risque de mouvements de terrain consécutifs à la sécheresse est dû à des phases successives de retrait-gonflement des argiles pouvant fragiliser les fondations des bâtiments.
Tout le plateau de Chambourg-sur-Indre, de part et d'autre de l'Indre, est soumis à un aléa « moyen » ou « fort » face à ce risque, alors que, dans la vallée de l'Indre, ce risque est considéré comme « faible » ou « a priori nul », selon l'échelle définie par le Bureau de recherches géologiques et minières (BRGM).

## Toponymie

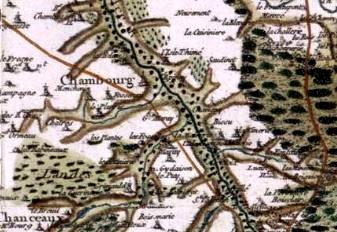
Chambourg-sur-Indre sur la carte de Cassini.

Le toponyme Chambourg apparaît pour la première fois dans la charte fondatrice de l'abbaye de Cormery de 791 sous la forme Condita Cambortensis. On trouvera plus tard villa Cambort au Xe siècle, Chamborc dans le pouillé de Tours de 1290 ou Chambourt dans un cartulaire de la chartreuse du Liget de 1304.
Comme le montrent les formes les plus anciennes, il s'agit du type toponymique gaulois Cambo-ritu, basé sur les deux racines celtiques cambo- « courbe, méandre » et -rito, ritu « gué », d'où le sens global de « gué dans la courbe — sous-entendu de la rivière — » ou « gué du méandre »,,. La même étymologie est avancée pour, entre autres, le château de Chambord ou Chambors (Oise). En effet, l'élément ritu-, précédé de -o-, a régulièrement abouti à une terminaison -or- graphiée de manière variable -ort (ex : Niort, Jort), -ors ou -ord. Chambort a été réinterprété Cham-bourg par analogie avec le terme bourg dès le Moyen Âge.

L'orthographe actuelle apparaît sur la carte de Cassini ; le nom définitif de la commune, Chambourg-sur-Indre, est fixé par décret du 23 août 1920, le déterminant complémentaire sur-Indre évitant la confusion éventuelle d'autres lieux portant le même nom.
Les toponymes l'Isle Thimée et l'Isle Auger renvoient à une époque où ces lieudits, peut-être alors non construits, étaient enserrés dans des bras de l'Indre ; ce n'est plus le cas à l'époque contemporaine. Selon les sources écrites, on trouvera indistinctement les deux orthographes « isle » (orthographe ancienne) ou « île » (orthographe moderne). Dans cet article, c'est l'orthographe ancienne qui sera utilisée.

## Histoire

### Préhistoire et Protohistoire
Les plus anciennes traces de présence humaine sur le site de Chambourg-sur-Indre se manifestent sous la forme d'un disque racloir, outil typique du Moustérien, retrouvé fortuitement à la faveur d'un sondage pédologique en forêt de Loches ; des outils du Néolithique ont également été retrouvés. On suppose l'existence d'une implantation néolithique au lieu-dit « Châtres ». La possible origine de ce toponyme dans le gallo-roman CASTRU (issu du latin castrum « camp fortifié ») et la disposition des lieux — un promontoire limité à l'est par la vallée de l'Indre et au nord et au sud par les cours de deux de ses ruisseaux affluents — évoquent l'existence d'un éperon barré ; aucune fouille n'a toutefois encore permis de vérifier le bien-fondé de cette hypothèse.

### Antiquité

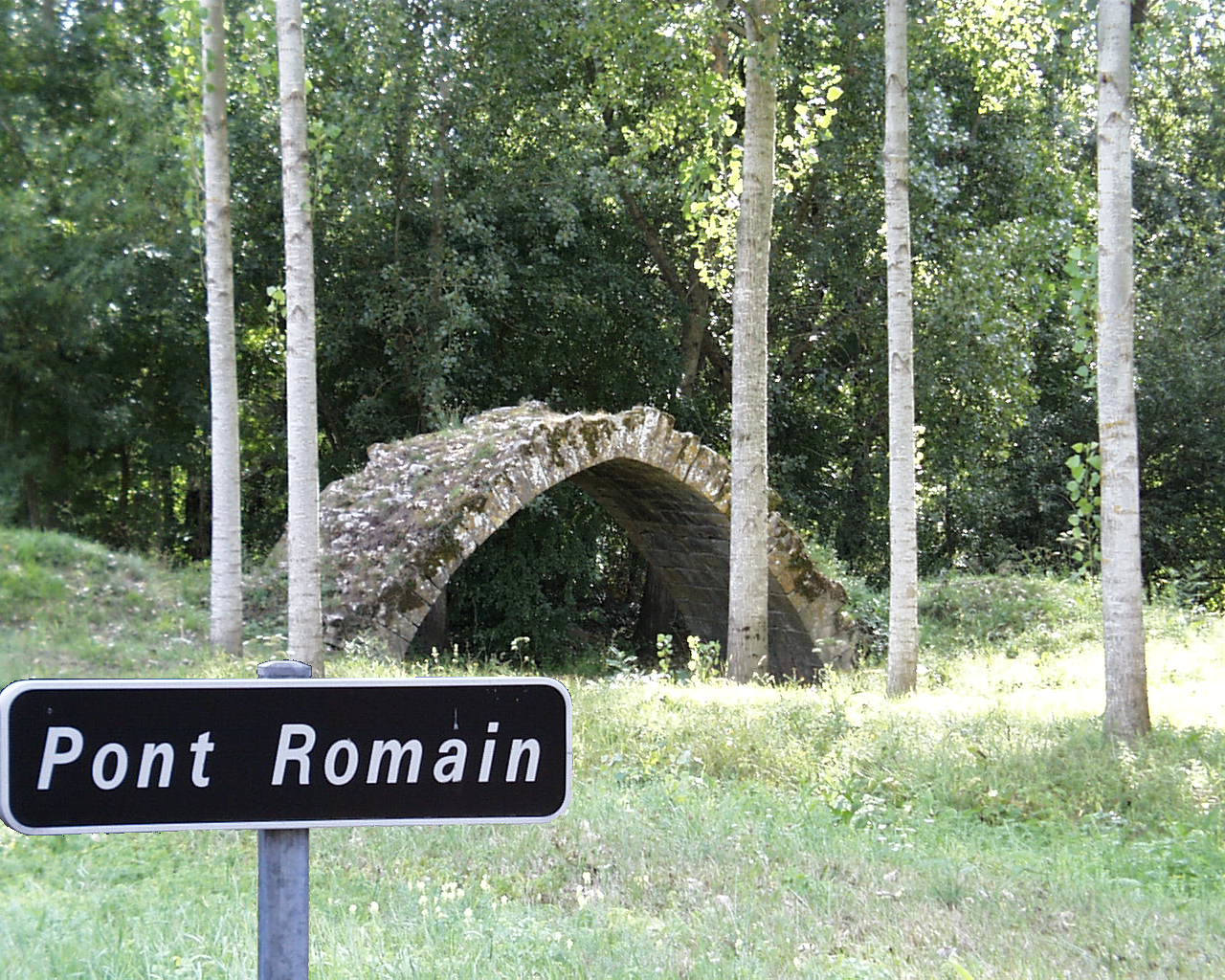
Pont pseudo-romain de l'Isle Auger.

Le site gallo-romain de Cornillé, sur la rive gauche de l'Indre, à 3,5 km en amont du bourg, est attesté ; des murs en petit appareil réticulé (opus reticulatum) étaient encore visibles au début du XIXe siècle, ainsi qu'un hypocauste et les vestiges d'un aqueduc ; seules subsistent en 2014 des portions de murs dans des caves. Ce site était peut-être celui d'une mansio. Sur la rive droite de l'Indre, entre Corbery (hameau de Loches) et l'Isle Auger, sur Chambourg-sur-Indre, la D 25 recouvre presque exactement une voie antique qui se poursuivait dans l'Antiquité vers Azay-sur-Indre au-delà de l'Isle Thimée sans quitter la rive droite de l'Indre. Des pièces de monnaie à l'effigie des empereurs Néron, qui régna de 54 à 68, et Septime Sévère (193-211) furent découvertes dans le bourg, à l'emplacement d’une domus.
Il faut noter qu'à l'Isle Auger existe un pont médiéval abusivement qualifié de « pont romain », sur plusieurs documents (cartes IGN par exemple) ainsi que sur les panneaux indicateurs.

### Moyen Âge
Chambourg est promue au rang de viguerie au cours du IXe siècle ; alors que ces territoires sont souvent éphémères, la viguerie de Chambourg, dont l'existence est attestée pendant plus d'un siècle et demi, fait figure d'exception ou, du moins de rareté. À la fin du Xe siècle et au début du XIe siècle, les comtes d’Anjou et de Blois se disputent la Touraine, s'arrachant et se reprenant mutuellement des territoires. Aucune chronique ne semble mentionner de tels troubles pour Chambourg. Au Moyen Âge, Chambourg est un fief, dépendance du château de Bray, nom médiéval de Reignac-sur-Indre du XIIIe au XVe siècle.

### Des temps modernes à l'Empire
Au XVIIe siècle, Chambourg est l'un des dix-huit prieurés dépendant de l'abbaye bénédictine de Cormery. Toutefois, les religieux de l'abbaye de Beaulieu-lès-Loches (également bénédictine) perçoivent des droits sur « des pêcheries dans l'Indre, de Chambourg à Azay-le-Brûlé — aujourd'hui Azay-sur-Indre —, pour 60 livres ». C'est également au XVIIe siècle que plusieurs tuileries s'installent sur le territoire de Chambourg, ; au début du XIXe siècle, six fours étaient en service, les derniers cessant leur activité en 1965.. La forêt de Loches est considérée comme une richesse pour les sources de nourriture qu'elle recèle (gibier, châtaignes, miel), les bois de chauffage et d'œuvre qu'elle fournit, et tout délit commis à ses dépens est sévèrement sanctionné ; ainsi, entre 1750 et 1790, plusieurs habitants de l'Isle Auger et d'autres hameaux de Chambourg sont arrêtés pour l'abattage clandestin de 60 chênes dans un massif de la forêt de Loches, et pour d'autres vols de bois.
Jusqu'à la Révolution, certains hameaux proches de la limite entre les paroisses de Saint-Martin de Chambourg et de Saint-Michel de Chédigny (paroisse regroupant les habitants de la rive gauche de l'Indrois) sont dits « tournants et virants », c'est-à-dire qu'ils dépendent de l'une ou l'autre paroisse en alternance annuelle avec, à la clé, un système complexe de compensation financière entre les paroisses concernées. Cette situation prend fin avec la création des communes le 14 décembre 1789 et la délimitation de leurs territoires ; ces hameaux sont alors rattachés définitivement, soit à Chambourg, soit à Chédigny.

### Époque contemporaine
La création de la ligne de chemin de fer reliant Tours à Châteauroux, ouverte entre Joué-lès-Tours et Loches en 1879 avec création d'une halte à Chambourg en 1879 peut être considérée comme un événement déterminant pour la commune ; à l'époque où l'exode rural commence à se faire sentir dans les villages ruraux, elle en limite les conséquences pour Chambourg en permettant à des habitants de la commune de continuer à y vivre, ou même de s'y installer tout en travaillant à Tours, mais surtout à Loches. Cette dynamique démographique est renforcée par l'installation, au début du XXe siècle, d'entreprises liées à l'agriculture, minoteries sur l'Indre et silos de stockage de céréales, ces derniers profitant de la proximité de la desserte ferroviaire. Ces entreprises ont disparu progressivement dans la seconde moitié du XXe siècle mais ont été remplacées par d'autres, comme cette grande fabrique de panneaux routiers implantée à Chambourg depuis 1961 et qui emploie plus de cent salariés.
Quarante-huit Chambourgeois meurent au combat pendant la Première Guerre mondiale, soit environ un habitant sur 20.
Le 19 juin 1940, alors que les troupes allemandes sont signalées dans l'est du département, l'armée française tente de ralentir leur avance en faisant sauter les ponts sur l'Indre, dont ceux de Chambourg. Entre le 22 juin 1940 et le 28 février 1943, la ligne de démarcation traverse du nord au sud la commune de Dolus-le-Sec, limitrophe de Chambourg-sur-Indre à l'ouest : Chambourg-sur-Indre est donc en zone libre, mais à quelques kilomètres seulement de la ligne de démarcation ; la commune se trouve rattachée, jusqu'au 28 février 1943, à la préfecture de l'Indre. Dès le mois de juin 1940, le préfet de l'Indre remplace le maire élu par une délégation spéciale de quatre membres, qui restera en fonction jusqu'au mois d'octobre 1944. Dans la dernière décade d'août 1944, les troupes allemandes se replient progressivement vers le nord et l'est du département alors qu'elles ont repris Loches qu'elles avaient dû abandonner pendant quelques jours. Leur quartier général sera temporairement installé à Saint-Valentin, un hameau de Chambourg proche de la limite communale avec Loches.

## Politique et administration

### Situation administrative
Chambourg-sur-Indre fait partie du canton de Loches, qui regroupe, à la suite du redécoupage cantonal de 2014, 28 communes autour de Loches, le chef-lieu de canton.
Elle est rattachée à l'arrondissement de Loches et à la 3e circonscription de l'Indre-et-Loire.

### Tendances politiques et résultats
Les résultats des deux dernières élections présidentielles témoignent d'un électorat ancré à gauche, dans une commune qui a élu un maire appartenant au PCF entre 1995 et 2014 ; les résultats des scrutins régionaux et des deux dernières élections législatives confirment cette tendance. Le maire sortant ne sollicitait pas un cinquième mandat aux élections municipales de 2014 dont le mode de scrutin, comme celui des municipales de 2008, ne permet pas de faire ressortir une orientation politique décisive. Les résultats des élections européennes se prêtent peu à l'analyse, avec une participation relativement faible et un scrutin à un seul tour qui favorise l’éparpillement des voix mais, pour la première fois, l'électorat chambourgeois place une liste du Front national en tête de ses suffrages.

#### Élection présidentielle de 2017
En 2017, au deuxième tour des élections présidentielles, Emmanuel Macron (En marche !), élu, a obtenu 66,57 % des voix et Marine Le Pen (FN), 33,43 %. Le taux de participation s'est élevé à 77,44 %.

#### Élections municipales les plus récentes

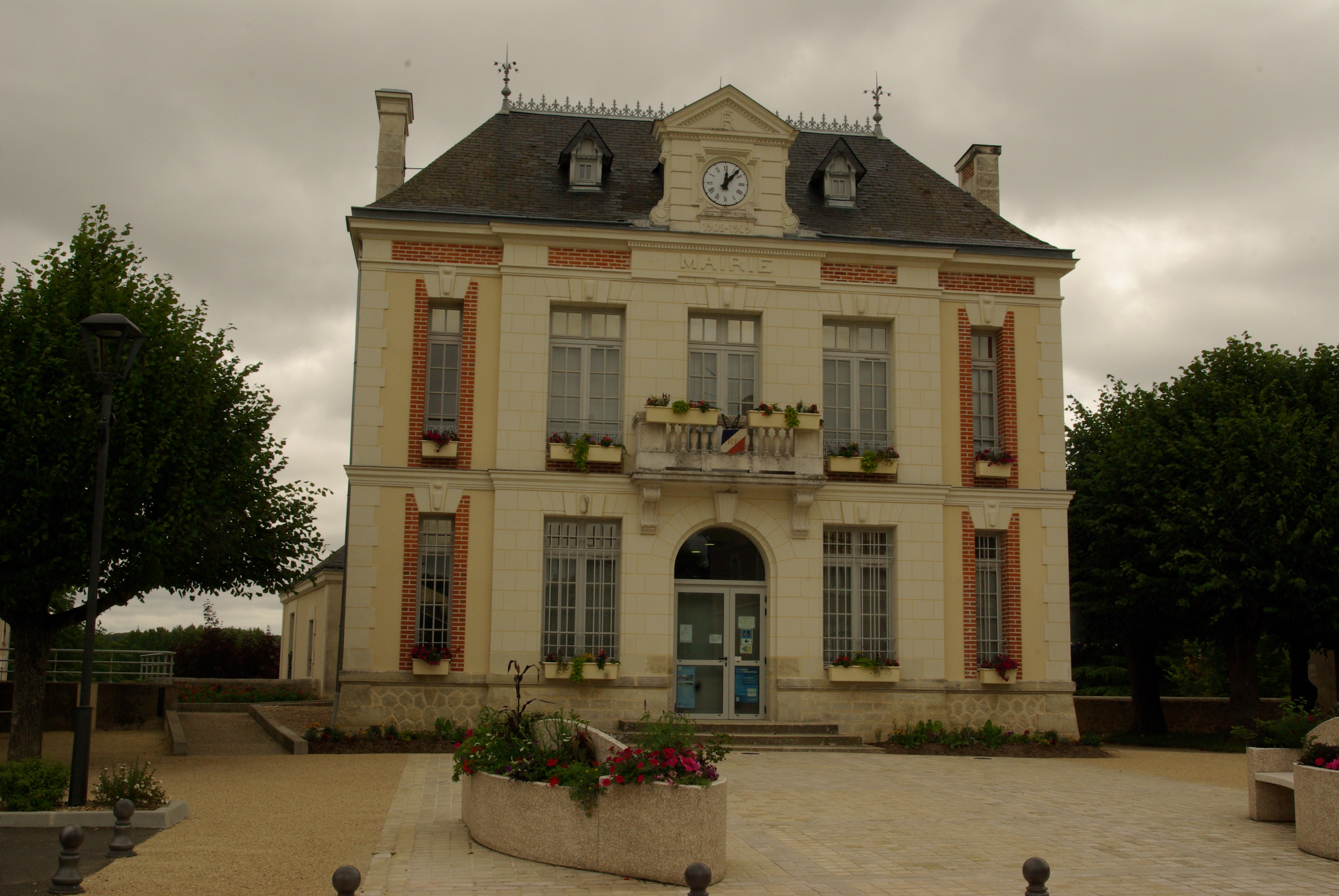
La mairie.

Le nombre d'habitants lors des derniers recensements étant compris entre 500 et 1499 habitants, le nombre de membres du conseil municipal est de 15.
Lors des élections municipales de 2008, les 15 conseillers municipaux ont été élus dès le premier tour ; le taux de participation était de 66,13 %.
Lors des élections municipales de 2014, les 15 conseillers municipaux ont également été élus dès le premier tour, avec un taux de participation de 56,85 % ; l'unique liste présentée obtient trois sièges au conseil communautaire.

### Liste des maires
| Période                                  | Période        | Identité             | Étiquette | Qualité                             |
| ---------------------------------------- | -------------- | -------------------- | --------- | ----------------------------------- |
| Les données manquantes sont à compléter. |                |                      |           |                                     |
| 1802                                     | 1826           | Pierre Cellier       |           |                                     |
| 1826                                     | 1834           | Perfus               |           |                                     |
| 1835                                     | 1843           | Pierre Cellier       |           |                                     |
| 1843                                     | août 1847      | Descombes            |           |                                     |
| août 1847                                | décembre 1847  | Robellandes          |           |                                     |
| janvier 1848                             | novembre 1848  | Douard               |           |                                     |
| novembre 1848                            | décembre 1869  | Charles Deplais      |           |                                     |
| janvier 1870                             | août 1870      | Simon Dubois         |           |                                     |
| septembre 1870                           | septembre 1876 | Louis Cellier        |           |                                     |
| octobre 1876                             | avril 1883     | Lucien Monnessier    |           |                                     |
| avril 1883                               | avril 1883     | Jean Arrault         |           |                                     |
| mai 1883                                 | décembre 1886  | Étienne Gripouilleau |           |                                     |
| décembre 1886                            | décembre 1886  | Jean Arrault         |           |                                     |
| janvier 1887                             | janvier 1887   | Louis Girard         |           |                                     |
| février 1887                             | août 1899      | Louis Crépin         |           |                                     |
| août 1899                                | mai 1904       | Joseph Perreau       |           |                                     |
| mai 1904                                 | mai 1908       | Couchelay Deroche    |           |                                     |
| juin 1908                                | avril 1933     | Émile Douard         |           |                                     |
| mai 1933                                 | juin 1933      | Léon Marcadier       |           |                                     |
| mai 1933                                 | août 1940      | Léon Marcadier       |           |                                     |
| août 1940                                | octobre 1944   | pas de maire         |           | une délégation spéciale fait office |
| octobre 1944                             | 1969           | Marcel Viraud        |           |                                     |
| 1983                                     | 1994           | Max Ménard           |           |                                     |
| février 1995                             | mars 2014      | Guy Moreau           | PCF       |                                     |
| 29 mars 2014                             | 2020           | Laurent Couraud      | SE        | Fonctionnaire                       |
| 2020                                     | En cours       | Florent Doreau       |           |                                     |

### Instances judiciaires et administratives
Jusqu'en fin 2009, les habitants de Chambourg-sur-Indre relevaient de la juridiction du tribunal d'instance de Loches. Depuis le 1er janvier 2010 et la réforme de la carte judiciaire, c'est le tribunal d'instance de Tours qui est compétent pour l'ensemble du département ; toutes les juridictions intéressant Chambourg-sur-Indre sont ainsi regroupées à Tours, exception faite du tribunal administratif qui siège à Orléans.
La commune se trouve dans la circonscription de gendarmerie de la brigade de proximité de Loches.

### Intercommunalité
Chambourg-sur-Indre fait partie, depuis sa création le 31 décembre 1995, de la communauté de communes Loches Développement qui regroupe vingt communes pour une population de 21 550 habitants, dont 6 455 pour la seule commune de Loches, en 2011. Le 1er janvier 2017, elle intègre la nouvelle communauté de communes Loches Sud Touraine
Le syndicat intercommunal d'énergie d'Indre-et-Loire (SIEIL) assure le contrôle et la coordination de l'ensemble des concessionnaires opérant sur l'Indre-et-Loire dans le domaine de la distribution de gaz et d'électricité ; il intervient également sur le renforcement du réseau de distribution d'électricité. Fondé en 1937, il a progressivement évolué dans le contexte d'ouverture des marchés de l'énergie à la concurrence.
Par arrêté préfectoral en date du 23 avril 2008, toutes les communes d'Indre-et-Loire, Tours exceptée, adhèrent au SIEIL à titre individuel.
Un syndicat intercommunal à vocation unique (SIVU), auquel adhère la commune de Chambourg-sur-Indre, au même titre que 48 autres communes du Lochois, prend en charge le transport des collégiens et lycéens entre leurs communes respectives et les établissements d'enseignement secondaire, publics comme privés, ouverts dans le périmètre de compétences de ce SIVU. Il s'agit du syndicat intercommunal de transport scolaire du Lochois dont le siège se trouve à Ferrière-sur-Beaulieu et qui opère en convention avec un transporteur professionnel.

### Politique environnementale
La communauté de communes Loches Sud Touraine gère la politique environnementale sur l'ensemble de son territoire.

#### Eau et assainissement
Depuis le 1er janvier 2012, la Régie eau potable et assainissement prend en charge l'organisation de la distribution d'eau potable et l'entretien du réseau d'assainissement.
Au 31 décembre 2012, le service d'adduction d'eau potable dessert 634 abonnés. Celle-ci est prélevée dans trois forages exploitant la nappe du séno-turonien sur le territoire de la commune de Reignac-sur-Indre. Après déferrisation et traitement UV, l'eau est distribuée ou envoyée dans un réservoir de stockage à Chambourg-sur-Indre,.
Pour les 265 abonnés de Chambourg-sur-Indre (nombre arrêté au 31 décembre 2012), le traitement des eaux usées est assuré par :
- une station d'épuration par lagunage, d'une capacité de 600 EH (équivalent-habitant) pour le bourg ;
- deux stations d'épuration (STEP) équipées d'un  dispositif de filtration sur lit de roseaux ; d'une capacité de 200 et 110 EH, elles desservent respectivement les hameaux de l'Isle Thimée et du Haut Luain ;
- une fosse septique toutes eaux (FSTE) et un filtre à sable d'une capacité de 40 EH pour le petit Luain.

#### Déchets ménagers
Une collecte hebdomadaire des ordures ménagères (OM) et des emballages ménagers (EM) est assurée en porte-à-porte. Des conteneurs pour le verre et les journaux-revues-magazines (JRM) sont disposés sur deux sites du territoire communal. Une collecte des encombrants est réalisée une fois par an en porte-à-porte. Les habitants de Chambourg-sur-Indre, nombreux à posséder un jardin, peuvent en outre se procurer des bacs pour le compostage de leurs déchets végétaux. Enfin, ils ont accès aux déchetteries de Chanceaux-près-Loches ou de Tauxigny, respectivement distantes de 6,5 km et 12 km.

#### Fleurissement communal
Dans son palmarès 2016, le Conseil National des Villes et Villages Fleuris de France a attribué une fleur à la commune au Concours des villes et villages fleuris.

### Finances locales
Le tableau ci-dessous présente quelques éléments des finances locales de Chambourg-sur-Indre, sur une période de neuf ans :
| Années | Résultat comptable | Résultat comptable   | Besoin () ou capacité () de · financement des investissements | Besoin () ou capacité () de · financement des investissements | Capacité d'autofinancement (CAF) | Capacité d'autofinancement (CAF) |
| Années | Chambourg          | Moyenne de la strate | Chambourg                                                     | Moyenne de la strate                                          | Chambourg                        | Moyenne de la strate             |
| ------ | ------------------ | -------------------- | ------------------------------------------------------------- | ------------------------------------------------------------- | -------------------------------- | -------------------------------- |
| 2005   | 604                | 140                  | 398                                                           | 10                                                            | 152                              | 142                              |
| 2006   | - 318              | 148                  | 554                                                           | 5                                                             | 133                              | 151                              |
| 2007   | 160                | 148                  | 105                                                           | 9                                                             | 160                              | 152                              |
| 2008   | 123                | 147                  | 255                                                           | 10                                                            | 123                              | 151                              |
| 2009   | 120                | 142                  | 108                                                           | 9                                                             | 124                              | 147                              |
| 2010   | 94                 | 143                  | 29                                                            | 7                                                             | 107                              | 150                              |
| 2011   | 108                | 160                  | 22                                                            | 0                                                             | 121                              | 168                              |
| 2012   | 148                | 160                  | 12                                                            | 6                                                             | 161                              | 168                              |
| 2013   | 101                | 148                  | 131                                                           | 13                                                            | 114                              | 156                              |

Quelques tendances générales, toujours en comparant Chambourg-sur-Indre avec la moyenne de sa strate (communes de 500 à 2 000 habitants appartenant à un groupement fiscalisé), se dégagent à l'examen de ces données.
L'année 2006 est la seule année, parmi celles observées, où Chambourg-sur-Indre a présenté un résultat comptable négatif ; toutes les autres années ont connu un résultat positif même si, depuis 2008, il est légèrement voire très inférieur à la moyenne. L'évolution de la capacité de financement des investissements ne montre aucune tendance nette ni durable. La capacité d'autofinancement, à l'instar du résultat comptable, est inférieure à la moyenne de la strate depuis 2008.

## Population et société

### Démographie

#### Évolution démographique
Les habitants de Chambourg-sur-Indre sont appelés les Chambourgeois.
En 1687, les registres paroissiaux indiquent que Chambourg comptait 187 feux, puis 208 en 1789, dernière valeur connue avant le premier recensement en nombre d'habitants.
L'évolution du nombre d'habitants est connue à travers les recensements de la population effectués dans la commune depuis 1793. Pour les communes de moins de 10 000 habitants, une enquête de recensement portant sur toute la population est réalisée tous les cinq ans, les populations de référence des années intermédiaires étant quant à elles estimées par interpolation ou extrapolation. Pour la commune, le premier recensement exhaustif entrant dans le cadre du nouveau dispositif a été réalisé en 2008.

En 2022, la commune comptait 1 235 habitants, en évolution de −6,79 % par rapport à 2016 (Indre-et-Loire : +1,67 %, France hors Mayotte : +2,11 %).
| 1793 | 1800 | 1806 | 1821 | 1831 | 1836 | 1841  | 1846  | 1851  |
| ---- | ---- | ---- | ---- | ---- | ---- | ----- | ----- | ----- |
| 689  | 804  | 861  | 853  | 969  | 966  | 1 011 | 1 049 | 1 069 |

| 1856  | 1861  | 1866  | 1872 | 1876  | 1881  | 1886  | 1891  | 1896  |
| ----- | ----- | ----- | ---- | ----- | ----- | ----- | ----- | ----- |
| 1 075 | 1 056 | 1 034 | 990  | 1 046 | 1 034 | 1 046 | 1 006 | 1 015 |

| 1901  | 1906 | 1911 | 1921 | 1926 | 1931 | 1936 | 1946 | 1954 |
| ----- | ---- | ---- | ---- | ---- | ---- | ---- | ---- | ---- |
| 1 027 | 947  | 945  | 934  | 881  | 890  | 866  | 851  | 881  |

| 1962 | 1968 | 1975 | 1982 | 1990  | 1999  | 2006  | 2008  | 2013  |
| ---- | ---- | ---- | ---- | ----- | ----- | ----- | ----- | ----- |
| 925  | 883  | 779  | 857  | 1 080 | 1 194 | 1 272 | 1 295 | 1 372 |

| 2018  | 2022  | - | - | - | - | - | - | - |
| ----- | ----- | - | - | - | - | - | - | - |
| 1 257 | 1 235 | - | - | - | - | - | - | - |

Au contraire de bon nombre de communes rurales, Chambourg-sur-Indre n'a pas connu d'exode massif au cours du XXe siècle ; sa population a presque doublé depuis la Révolution et s'est accrue de plus de 72 % entre 1975 et 2011, soit un gain moyen de 15 habitants par an sur cette période. L'examen de la pyramide des âges montre un réel déficit de population dans la tranche d'âge de 15 à 29 ans, hommes comme femmes, par rapport à la moyenne départementale, alors que la tranche 45 à 59 ans se trouve surreprésentée.
L’évolution démographique est due, durant la période 1982 - 2010, aussi bien au solde naturel qu'au solde migratoire, tous deux positifs ; toutefois, si au cours de la décennie 1982 - 1990 c'est le solde migratoire qui entre pour la plus grande part dans l'augmentation de la population, dans la première décennie du XXIe siècle, l'accroissement de population est principalement dû au solde naturel, comme le montrent les données du tableau ci-dessous,.
|                                           | 1982 - 1990 | 1990 - 1999 | 1999 - 2010 |
| ----------------------------------------- | ----------- | ----------- | ----------- |
| Taux de variation annuel de la population | + 2,9       | + 1,1       | + 0,7       |
| Solde naturel                             | + 0,3       | + 0,2       | + 0,4       |
| Solde migratoire                          | + 2,6       | + 0,9       | + 0,2       |

#### Pyramide des âges
La population de la commune est relativement jeune.
En 2018, le taux de personnes d'un âge inférieur à 30 ans s'élève à 30,9 %, soit en dessous de la moyenne départementale (34,9 %). À l'inverse, le taux de personnes d'âge supérieur à 60 ans est de 28,3 % la même année, alors qu'il est de 27,8 % au niveau départemental.
En 2018, la commune comptait 631 hommes pour 626 femmes, soit un taux de 50,2 % d'hommes, largement supérieur au taux départemental (48,09 %).
Les pyramides des âges de la commune et du département s'établissent comme suit.
| Hommes | Classe d’âge | Femmes |
| ------ | ------------ | ------ |
| 1,0    | 90 ou +      | 1,0    |
| 6,0    | 75-89 ans    | 10,1   |
| 20,3   | 60-74 ans    | 18,4   |
| 24,1   | 45-59 ans    | 22,4   |
| 16,6   | 30-44 ans    | 18,4   |
| 15,8   | 15-29 ans    | 12,1   |
| 16,2   | 0-14 ans     | 17,7   |

| Hommes | Classe d’âge | Femmes |
| ------ | ------------ | ------ |
| 0,9    | 90 ou +      | 2,2    |
| 7,9    | 75-89 ans    | 10,2   |
| 17,3   | 60-74 ans    | 18,1   |
| 19,8   | 45-59 ans    | 19,1   |
| 17,9   | 30-44 ans    | 17,2   |
| 18,5   | 15-29 ans    | 17,5   |
| 17,6   | 0-14 ans     | 15,6   |

### Enseignement
La commune de Chambourg-sur-Indre est rattachée à l'académie d'Orléans-Tours. Cette académie fait partie de la zone B pour son calendrier de vacances scolaires.
En 2014, la commune dispose, au sein du groupe scolaire Jean-Moulin, d'une école maternelle et d'une école élémentaire qui accueillent, dans 5 classes, 109 élèves pour l'année scolaire 2013-2014 ; les établissements d'enseignement secondaire les plus proches se trouvent à Loches, avec deux collèges, l'un public, l'autre privé, et trois lycées, dont deux lycées d'enseignement général, l'un public et l'autre privé, et un lycée public d'enseignement professionnel.
Les enfants scolarisés en maternelle et en primaire disposent d'une cantine scolaire à Chambourg-sur-Indre. Les collégiens et étudiants scolarisés à Loches ont accès à un dispositif de transport scolaire leur permettant de se rendre dans leurs établissements secondaires.
Les établissements d'enseignement supérieur sont tous situés à Tours ou dans sa proche périphérie. Parmi eux, l'université pluridisciplinaire François-Rabelais propose, au sein d'une école polytechnique universitaire et de deux instituts universitaires de technologie s'appuyant sur une quarantaine de laboratoires de recherche, sept unités de formation et de recherche ; l'école supérieure de commerce et de management de Tours-Poitiers offre sur ses deux sites des formations Bac+3 ou Bac+5 ; l'école Brassart de Tours est spécialisée dans les arts graphiques. Dans le domaine agricole, le lycée agricole de Tours-Fondettes prépare au diplôme du brevet de technicien supérieur (BTS, Bac+2).

### Manifestations culturelles et festivités
Tous les ans se déroule à Chambourg-sur-Indre, le troisième dimanche de juillet, la traditionnelle fête « Chambourg au bord de l'eau » avec repas, animations, concerts et feu d'artifice. Cette manifestation a fêté en 2013 son quarante-neuvième anniversaire.

### Équipements culturels, sociaux et sportifs

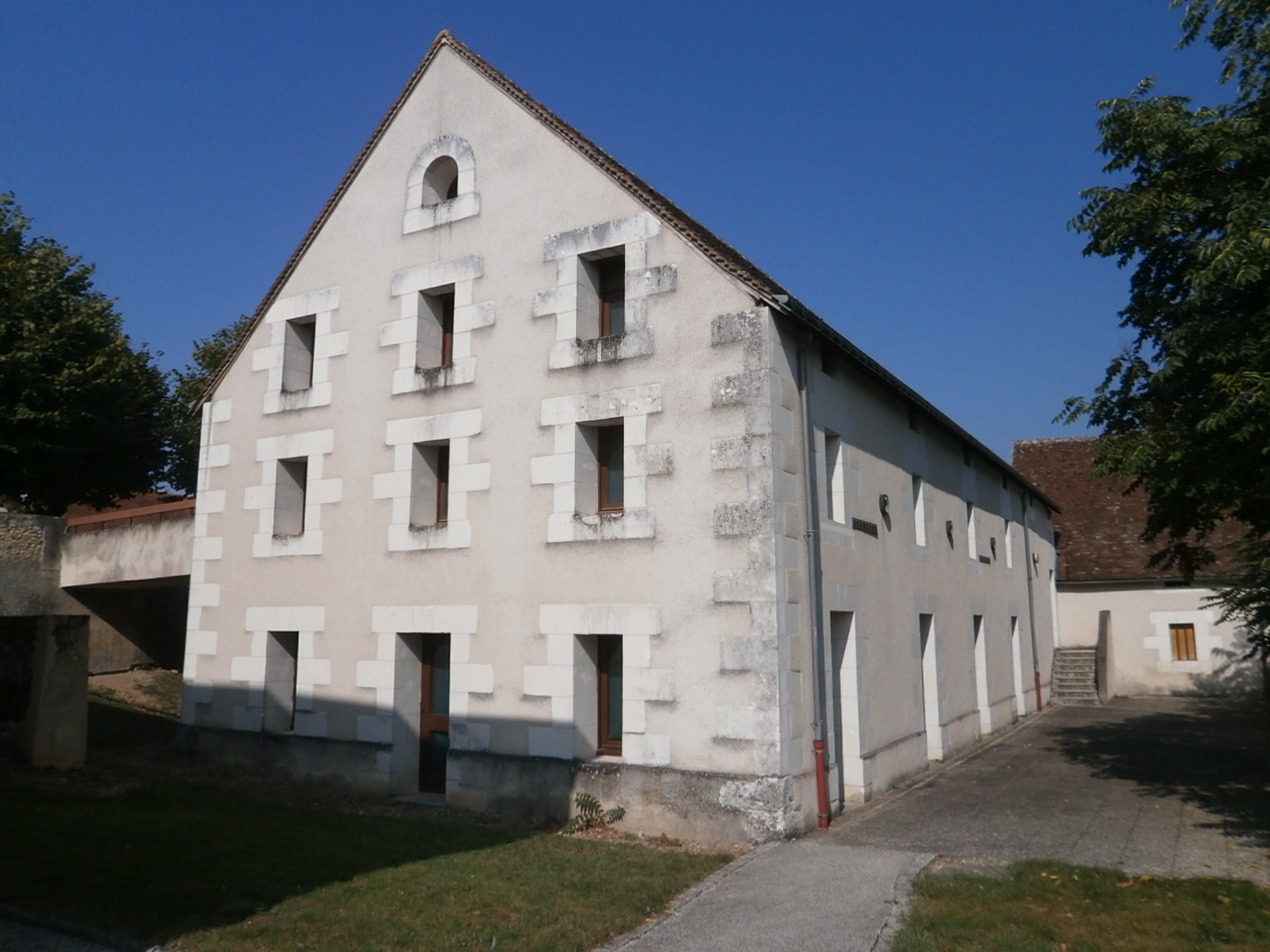
Salle polyvalente de la Tuilerie.

Une salle polyvalente est disponible sur la commune, installée dans une ancienne tuilerie construite à partir de 1862. Sous l'égide du conseil général d'Indre-et-Loire, dans le cadre du réseau de la « direction de la lecture publique et du livre de Touraine », Chambourg-sur-Indre met à la disposition de ses habitants une bibliothèque équipée d'un espace public numérique (EPN).
Gérée par la communauté de communes, une aire « relais » d'accueil des gens du voyage d'une capacité de deux emplacements est installée sur la commune.
Une aire de loisirs aménagée, un terrain omnisports, un court de tennis et un terrain de boules peuvent aussi être utilisés à Chambourg-sur-Indre.

### Vie associative
Vingt-cinq associations interviennent sur la commune de Chambourg-sur-Indre, dix-sept dans le domaine de l'action culturelle, quatre dans le secteur de l'action sociale et cinq dans le domaine sportif.

### Santé et services d'urgence
Un cabinet médical est installé à Chambourg-sur-Indre ; il offre les services d'un  médecin généraliste, d'un masseur-kinésithérapeute et d'une infirmière. L'hôpital le plus proche est le centre hospitalier des Rives de l'Indre à Loches.
Le centre d'incendie et secours le plus proche se trouve à Chambourg-sur-Indre.

### Médias
Le quotidien régional La Nouvelle République du Centre-Ouest, dans son édition Indre-et-Loire, Touraine Est, consacre quelques pages à l’actualité du canton de Loches. La Renaissance lochoise, « l'hebdomadaire de la Touraine du Sud » est un hebdomadaire d’informations locales sur les cantons du sud de la Touraine.
Dans le domaine des médias audiovisuels, deux chaînes de télévision de télévision numérique terrestre (TNT) sont accessibles à tous les habitants de Chambourg-sur-Indre et relaient les informations locales entre autres : France 3 Centre-Val de Loire et TV Tours Val de Loire. Parmi les nombreuses stations de radio disponibles, on peut citer France Bleu Touraine et Graffic, basée à Loches, plus spécialement consacrée à la musique et aux informations locales dans une zone allant de Tours à Poitiers et à Châteauroux.

### Culte
Le territoire de la commune dépend de la paroisse Sainte-Monégonde en Lochois au sein du doyenné de Loches, lui-même partie de l'archidiocèse de Tours, au même titre que cinq autres doyennés. En 2014, cette paroisse dispose d'un lieu de culte à Chambourg-sur-Indre, l'église Saint-Martin, où le culte catholique est célébré.

### Télécommunications
En 2014, l'ensemble du réseau de téléphonie fixe déployé sur Chambourg-sur-Indre est accessible à l'internet haut débit via la technique ADSL 2+.

## Économie
Le tableau ci-dessous détaille le nombre d'entreprises implantées à Chambourg-sur-Indre selon leur secteur d'activité :
|                                                                 | Nombre d’établissements concernés |
| --------------------------------------------------------------- | --------------------------------- |
| TOTAL                                                           | 97                                |
| Agriculture                                                     | 17                                |
| Industrie                                                       | 8                                 |
| Construction                                                    | 17                                |
| Commerce, transport et services divers                          | 45                                |
| Administration publique, enseignement, santé, et action sociale | 10                                |

Sur les 97 entreprises recensées à Chambourg-sur-Indre au 31 décembre 2011, 79 n'emploient aucun salarié, 15 comptent entre 1 et 9 salariés, 2 ont un effectif compris entre 10 et 19 salariés ; la dernière concentre à elle seule 105 des 169 emplois offerts sur la commune.
En 2012 et 2013, neuf entreprises ont été créées à Chambourg-sur-Indre, dont huit dans le secteur du commerce, du transport et des services divers et une dans celui de l'administration publique, de l'enseignement, de la santé, et de l'action sociale,.

### Entreprises et commerces

#### Agriculture
Le tableau ci-dessous présente les principales caractéristiques des exploitations agricoles de Chambourg-sur-Indre, observées sur une période de 22 ans :
|                                            | 1988  | 2000  | 2010  |
| ------------------------------------------ | ----- | ----- | ----- |
| Nombre d’exploitations                     | 37    | 19    | 13    |
| Équivalent unité de travail annuel         | 35    | 14    | 10    |
| Surface Agricole Utile (SAU) (ha)          | 1 477 | 1 173 | 1 105 |
| Cheptel (nombre de têtes)                  | 479   | 188   | 34    |
| Terres labourables (ha)                    | 1 311 | 1 149 | 1 098 |
| Superficie moyenne d’une exploitation (ha) | 39,9  | 61,7  | 85,0  |

La superficie agricole utilisée à Chambourg-sur-Indre représentait 1 105 ha en 2010, soit 38,9 % de la surface communale totale cette valeur est en baisse sur la période considérée. L'examen des données présentées révèle qu'au cours des vingt-deux dernières années, le nombre d'exploitations a été divisé par trois,, ; l'agriculture procure de moins en moins d'emploi sur la commune, les exploitations agricoles étant dans leur presque totalité des structures sans salarié ; le cheptel bovin est devenu anecdotique ; la taille des exploitations a plus que doublé. L'agriculture chambourgeoise reste tournée vers les céréales et la culture d'oléagineux et protéagineux. Dans le secteur de la sylviculture, rattaché statistiquement à l'agriculture, il convient de mentionner une entreprise implantée à Chambourg-sur-Indre, en rapport avec la proximité de la forêt de Loches.

#### Industrie
L'entreprise Sécurité et Signalisation Nouvelle (SES), filiale du groupe Colas après sa restructuration en 2011 et spécialisée dans la signalisation routière (fabrication de panneaux et de portiques lumineux) emploie sur son site de Chambourg, fin 2013, une centaine de personnes. Cette entreprise, créée en 1957, s'est installée à Chambourg-sur-Indre en 1961 sur le site d'une ancienne saboterie,.

#### Artisanat, commerces et services
Une douzaine d'artisans sont installés sur la commune et opèrent dans divers secteurs du bâtiment et des travaux publics (BTP) dont une entreprise spécialisée dans les travaux de forage et de drainage agricole et industriel, emploie 14 salariés. Une autre entreprise se consacre à la vente d'aliments pour bétail en agriculture biologique.
Chambourg-sur-Indre propose les services de plusieurs commerces de proximité : alimentation générale (ouverture en septembre 2014), boucherie-traiteur, boulangerie-pâtisserie, salon de coiffure, restaurant et station-service. Il faut mentionner, dans le domaine des services, neuf assistantes maternelles pouvant accueillir trente enfants, une auto-école, deux entreprises de nettoyage industriel et un organisateur de spectacles pyrotechniques.

#### Tourisme
Au 31 décembre 2012, la commune de Chambourg-sur-Indre ne disposait pas d'hôtel ni de camping sur son territoire. En 2014, l'hébergement touristique proposé sur Chambourg-sur-Indre se répartit sur quatre établissements chambres d'hôtes et (ou) Gîtes de France,.

### Revenus et fiscalité
En 2015, le revenu fiscal médian par ménage est de 33 658 €, alors que la moyenne départementale s'établit à 32 011 € et que celle de la France métropolitaine est de 32 409 €.
Les indicateurs de revenus et de fiscalité à Chambourg-sur-Indre et dans l'ensemble de l'Indre-et-Loire en 2011 sont présentés ci-dessous, :
|                                                                             | Chambourg | Indre-et-Loire | Variation |
| --------------------------------------------------------------------------- | --------- | -------------- | --------- |
| Revenu net déclaré par foyer fiscal (en €)                                  | 24 869    | 24 480         | + 1,6 %   |
| Part des foyers fiscaux imposables sur l'ensemble des foyers fiscaux (en %) | 61,9      | 58,3           | + 6,1 %   |

Le revenu moyen par foyer fiscal est légèrement supérieur à la moyenne départementale, pour une proportion de foyers imposables également plus élevée.

### Emploi
Les deux tableaux ci-dessous présentent les chiffres-clés de l'emploi à Chambourg-sur-Indre et leur évolution sur les six dernières années, :
|                               | Chambourg 2011 | Chambourg 2006 |
| ----------------------------- | -------------- | -------------- |
| Population de 15 à 64 ans     | 817            | 812            |
| Actifs (en %)                 | 75,6           | 75,8           |
| dont :                        |                |                |
| Actifs ayant un emploi (en %) | 68,5           | 71,2           |
| Chômeurs (en %)               | 7,0            | 4,6            |

|                                      | Chambourg 2011 | Chambourg 2006 |
| ------------------------------------ | -------------- | -------------- |
| Nombre d'emplois dans la zone        | 246            | 247            |
| Indicateur de concentration d'emploi | 43,0           | 42,2           |

Sur six ans, la population active de Chambourg-sur-Indre est resté stable, mais le taux d'emploi de cette population active est en baisse légère de 3 points ; le chômage a fortement augmenté. Le nombre d'emplois dans la zone est resté stable, le nombre d'actifs également ; l'indicateur de concentration d'emploi garde donc un niveau à peu près constant (environ 43 emplois proposés pour 100 actifs).
En 2011, les actifs résidant à Chambourg-sur-Indre travaillent en majorité dans une autre commune du département (77,7 %), soit plus des trois quarts. Ils ne sont que 15,9 % à travailler sur place et 6,3 % hors du département.

## Culture locale et patrimoine

### Lieux et monuments
Le pont gothique de l'Isle Auger, du XVe siècle, fait partie des monuments historiques au titre de monument inscrit depuis le 24 octobre 1927. Il reliait les deux rives de l'Indre à proximité d'un ancien gué que l'on présume romain et qui lui vaut peut-être le surnom abusif de « pont romain », encore mentionné comme tel dans divers écrits et sur des panneaux indicateurs. Le cadastre napoléonien signale ce pont sous le nom de vieux pont, sans référence à sa date de construction. Il n'en subsiste aujourd'hui que deux arches et quatre piles.
L'église de Chambourg-sur-Indre est l'un des 3 700 édifices religieux dédiés en France à saint Martin. Datant du XIe ou du XIIe siècle, elle a fait l'objet, vers 1870, d'une importante restauration mais la porte romane qui s'ouvre dans le côté sud de sa nef n'a pas été modifiée.
Le Grand Marray fut le siège d'une villa mentionnée dans un cartulaire de Cormery en 861, puis érigé en fief dépendant de Reignac, et un temps propriété de la famille de Menou qui possédait également le château de Genillé jusqu'à la Révolution française. Un château y fut construit au XIXe siècle.
Le manoir de Chavigny appartenait au XVIIe siècle à un maréchal général des camps et armées du roi. Ce château aurait été un lieu de séjour de Louis XI ; la partie la plus ancienne de cette demeure, du XVe siècle, est flanquée d'une tourelle de plan rectangulaire.

Lieux et monuments de Chambourg-sur-Indre.
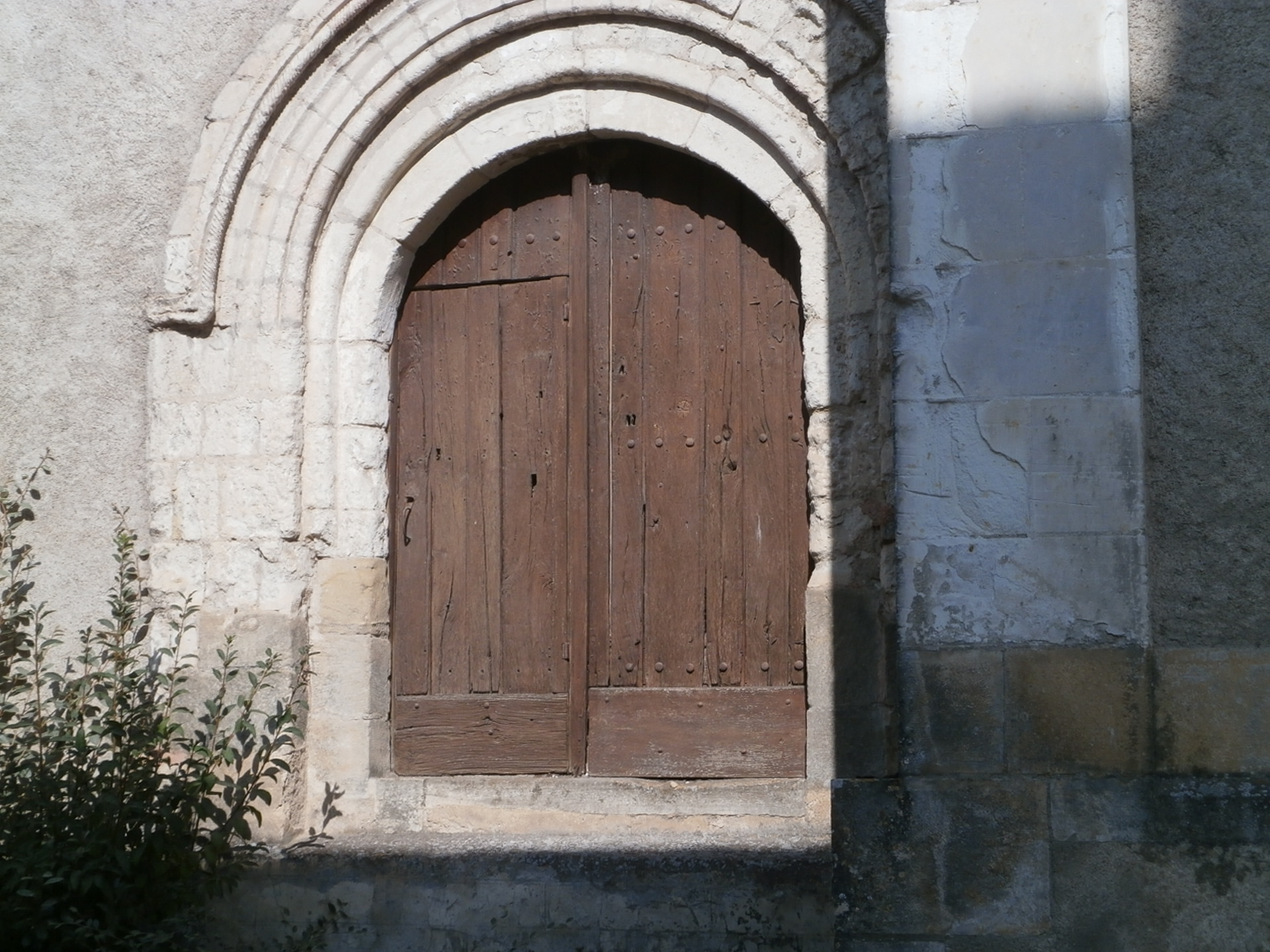
La porte romane de l'église Saint-Martin.
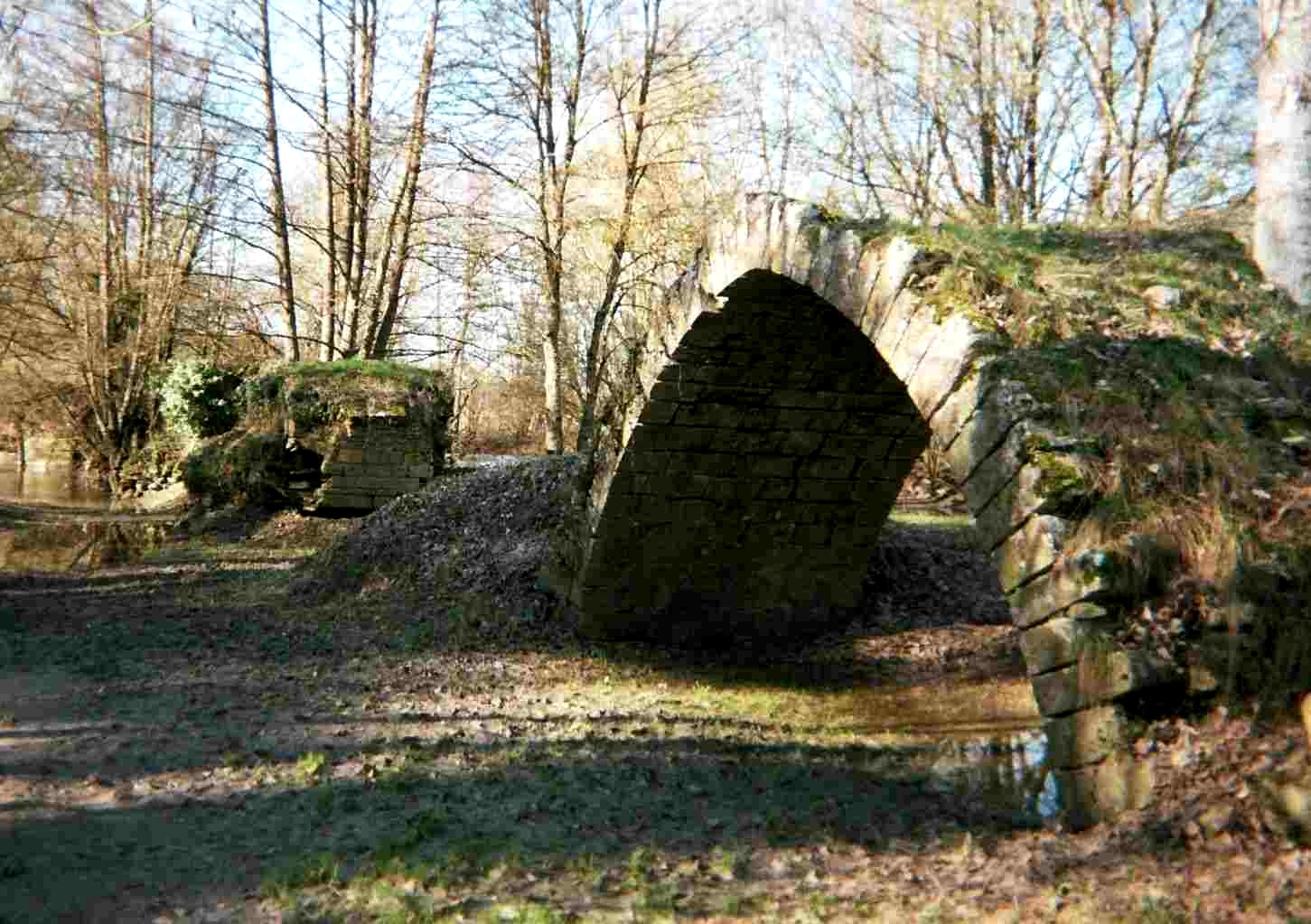
L'arche orientale du pont de l'Isle Auger.

### Patrimoine naturel

#### Zones nationales d'intérêt écologique, faunistique et floristique
Ayant pour objectif un inventaire des espèces animales ou végétales qui y sont présentes, la création des zones naturelles d'intérêt écologique, faunistique et floristique (ZNIEFF) ne s'accompagne d'aucune mesure de protection réglementaire. Le territoire communal de Chambourg-sur-Indre est intégré, pour la pointe est de son territoire, en limite de Chédigny, Saint-Quentin-sur-Indrois et Ferrière-sur-Beaulieu, à la ZNIEFF du Massif forestier de Loches : cette ZNIEFF de 5 066 hectares s'étend sur 10 communes. Considérée comme l’un des massifs boisés les plus riches d’Indre-et-Loire, la forêt de Loches héberge plusieurs espèces remarquables. Certaines d'entre elles sont protégées sur le plan national ou régional, comme le petit Fer-à-cheval (Rhinolophus hipposideros), une espèce de chauve-souris qui vient chasser en lisière de ses massifs, le Lucane cerf-volant (Lucanus cervus) dont les larves vivent dans les troncs d'arbres morts dont elles se nourrissent, ou bien l'Ophioglosse commun (Ophioglossum vulgatum), une fougère rare en dépit de son nom.

#### Réseau Natura 2000
La commune de Chambourg-sur-Indre est intégrée depuis 2006, pour environ un cinquième de son territoire communal, à l'ouest, au contact des communes d'Azay-sur-Indre et Dolus-le-Sec, au réseau Natura 2000. La zone de protection spéciale (ZPS) ainsi constituée, dite « site Natura 2000 Champeigne », se superpose à la ZNIEFF du plateau de Champeigne entre Bléré et Loches ; elle vise à la préservation des espèces d'oiseaux rencontrées sur son territoire, comme l'Outarde canepetière (Tetrax tetrax), grâce à des mesures agroenvironnementales appropriées imposées aux parcelles de culture concernées, en application de la Directive oiseaux du 30 novembre 2009 édictée par l'Union européenne.

#### Autres éléments du patrimoine naturel
Le Castor d'Eurasie (Castor fiber), en reconquête des cours d'eau de Touraine après sa réintroduction dans la Loire il y a environ trente ans, ainsi que la Loutre d'Europe (Lutra lutra) sont présents sur l'Indre, à Chambourg-sur-Indre, pour la saison 2014-2015.
Le sentier de grande randonnée 46 qui relie Tours à Cahuzac-sur-Vère dans le Tarn traverse Chambourg-sur-Indre en empruntant la vallée de l'Indre.

Spécimens de la faune et de la flore protégées de Chambourg-sur-Indre (ZNIEFF et Natura 2000).
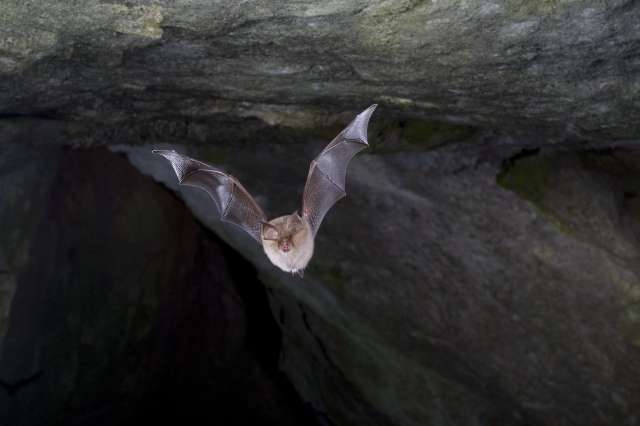
Petit Fer-à-cheval.
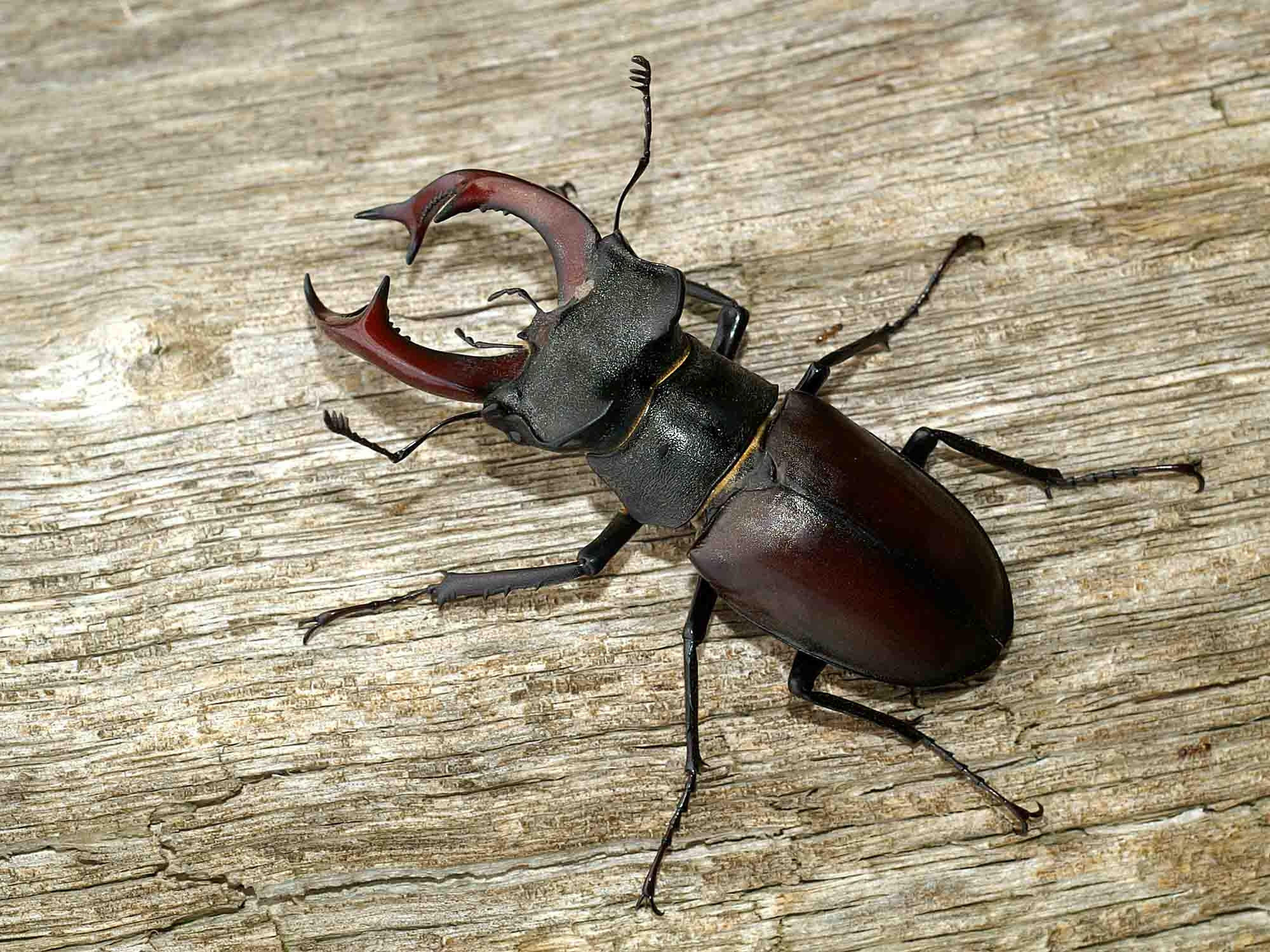
Lucane cerf-volant (imago mâle).
Ophioglosse vulgaire.
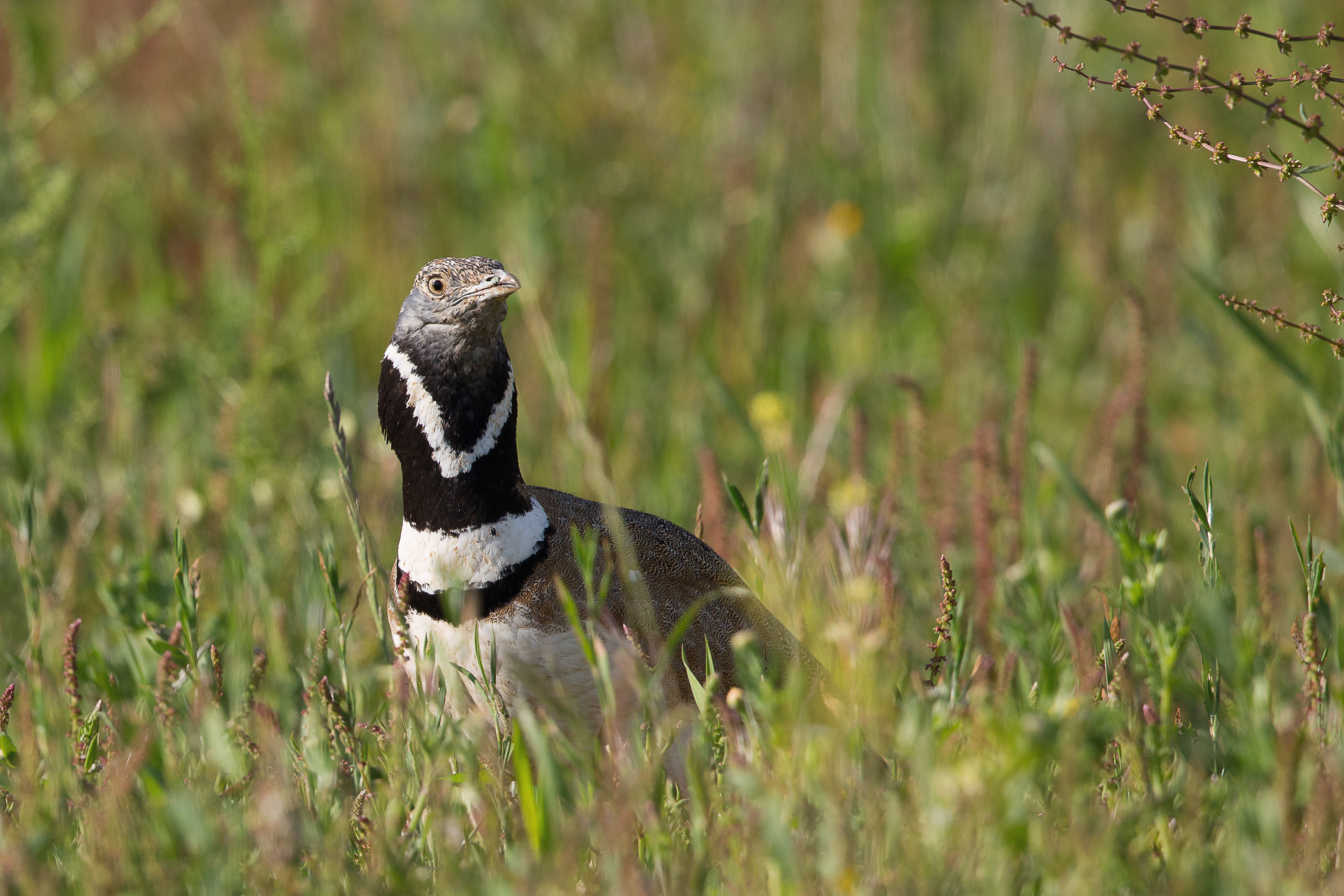
Outarde canepetière.

### Patrimoine gastronomique

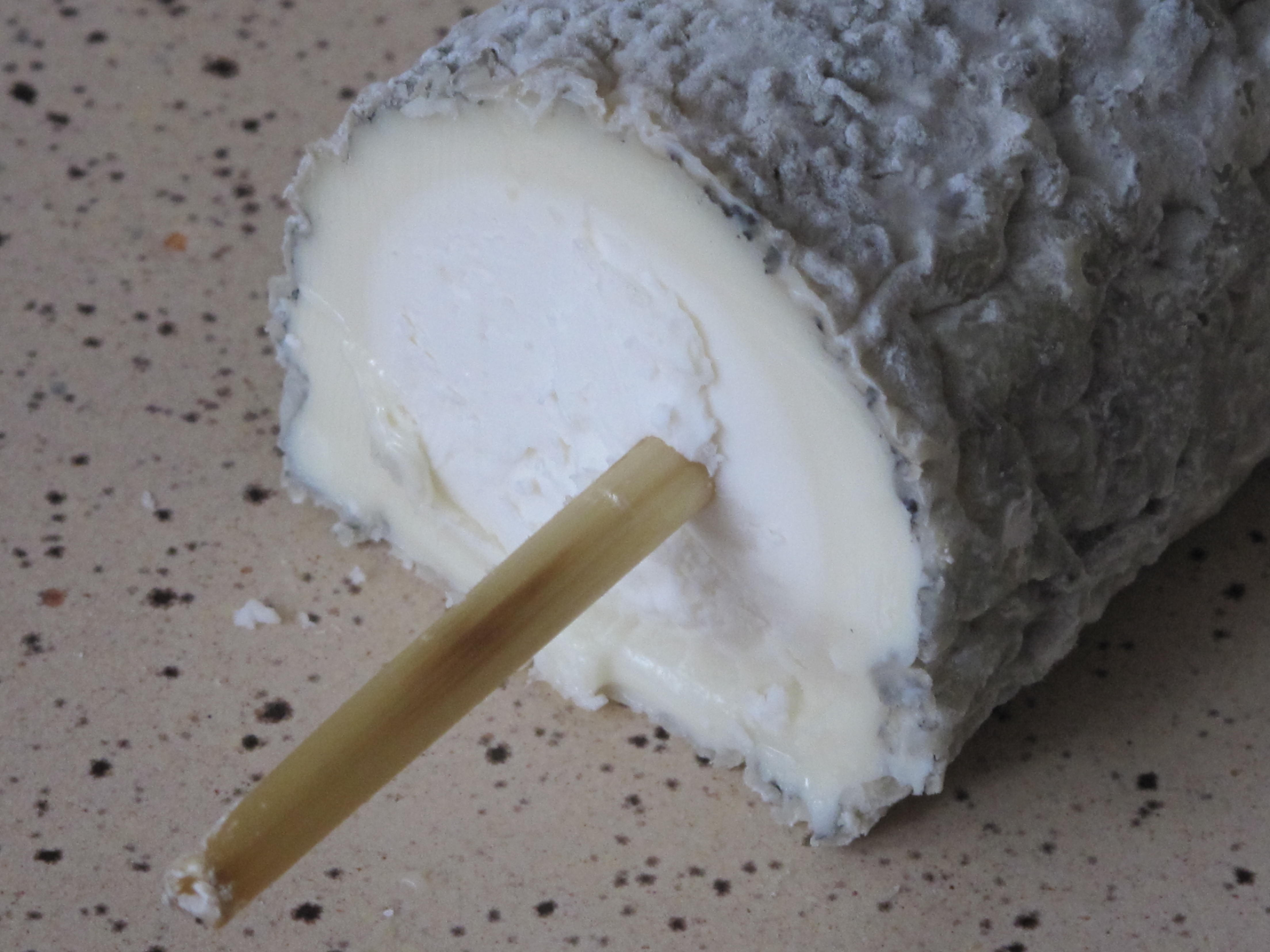
Sainte-maure de touraine.

La commune de Chambourg-sur-Indre est située dans l'aire de l'appellation d'origine protégée (AOP) ou appellation d'origine contrôlée (AOC) du fromage de chèvre sainte-maure de touraine. Le territoire de Chambourg-sur-Indre est également intégré aux aires de productions de 24 produits bénéficiant d'une indication géographique protégée (IGP) : rillettes de Tours, volailles du Berry, vins du Val de Loire, de l'Allier, du Cher, de l'Indre, du Pays de Retz et primeur.

### Personnalités liées à la commune
Émile Delataille (1848-1902), charpentier, compagnon du Devoir, membre de l'Académie nationale des Beaux-Arts de l'Institut de France et de l'École régionale des Beaux-Arts de Tours, est né à Chambourg-sur-Indre.

## Pour en savoir plus